# 甲州市

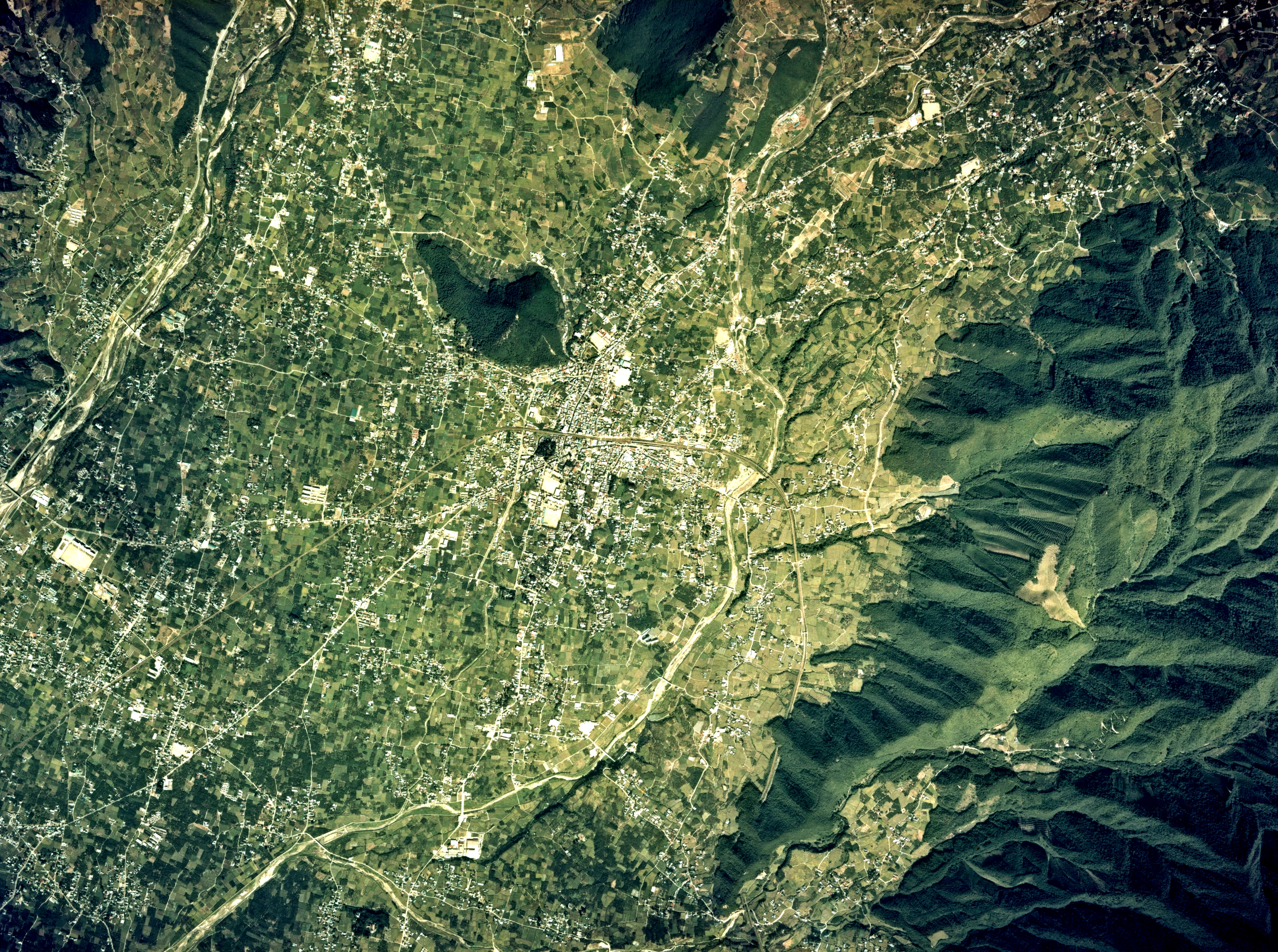
甲州市中心部（旧塩山市）周辺の空中写真。市街地の北西に隣接した単独峰は、塩山の地名の由来となった塩ノ山である。1976年撮影の2枚を合成作成。。

甲州市（こうしゅうし）は、山梨県北東部に位置する市。ブドウやモモなど果樹栽培の日本有数の産地である。国中地方に含まれる。
2005年（平成17年）11月1日、東山梨郡勝沼町、大和村、塩山市が合併して甲州市が誕生した。

## 地理

### 位置
甲府盆地東部および東南部の山岳地帯から流れ出した複数の河川によって作られた勝沼扇状地などの複合扇状地からなる。
市中部は笛吹川及びその支流（日川、重川等）の流域であるが、国道411号の柳沢峠より北は、多摩川の源流域である。
市域は南北に長く、国道411号が南北に貫く。
中心市街地は市の西部にあり、市役所、代表駅であるJR中央本線塩山駅等の施設が集中している。

### 気候
中央高地式気候と太平洋側気候を併せ持つ。
甲府市と並んで夏は暑さが厳しく、2013年（平成25年）8月10日には40.5℃を記録している。甲府市よりも暑くなることも度々ある。2021年（令和3年）8月4日には甲府市が37.5℃に対し、39.7℃を観測している。甲府市街地のヒートアイランドによって熱せられた西寄りの風が東方の山麓にぶつかり、高温の空気が甲府盆地東部付近に溜まることで記録的な気温が出やすくなっている。ただし、朝晩には気温が下がるので熱帯夜となる日は少ない。
- 気温 - 最高40.5℃（2013年（平成25年）8月10日）、最低-11.3℃（1986年（昭和61年）1月6日）
- 最大日降水量 - 222.5ミリ（2019年（令和元年）10月12日）
- 最大瞬間風速 - 26.8メートル（2018年（平成30年）9月4日）
- 夏日最多日数 - 161日（2024年（令和6年））
- 真夏日最多日数 - 92日（2024年（令和6年））
- 猛暑日最多日数 - 45日（2024年（令和6年））
- 熱帯夜最多日数 - 11日（2018年（平成30年）、2024年（令和6年））
- 冬日最多日数 - 102日（1984年（昭和59年））

| 勝沼（旧東山梨郡勝沼町）の気候 | 勝沼（旧東山梨郡勝沼町）の気候 | 勝沼（旧東山梨郡勝沼町）の気候 | 勝沼（旧東山梨郡勝沼町）の気候 | 勝沼（旧東山梨郡勝沼町）の気候 | 勝沼（旧東山梨郡勝沼町）の気候 | 勝沼（旧東山梨郡勝沼町）の気候 | 勝沼（旧東山梨郡勝沼町）の気候 | 勝沼（旧東山梨郡勝沼町）の気候 | 勝沼（旧東山梨郡勝沼町）の気候 | 勝沼（旧東山梨郡勝沼町）の気候 | 勝沼（旧東山梨郡勝沼町）の気候 | 勝沼（旧東山梨郡勝沼町）の気候 | 勝沼（旧東山梨郡勝沼町）の気候 |
| 月                             | 1月                            | 2月                            | 3月                            | 4月                            | 5月                            | 6月                            | 7月                            | 8月                            | 9月                            | 10月                           | 11月                           | 12月                           | 年                             |
| ------------------------------ | ------------------------------ | ------------------------------ | ------------------------------ | ------------------------------ | ------------------------------ | ------------------------------ | ------------------------------ | ------------------------------ | ------------------------------ | ------------------------------ | ------------------------------ | ------------------------------ | ------------------------------ |
| 最高気温記録 °C （°F）         | 17.2 (63)                      | 24.0 (75.2)                    | 27.1 (80.8)                    | 31.9 (89.4)                    | 34.9 (94.8)                    | 39.2 (102.6)                   | 40.2 (104.4)                   | 40.5 (104.9)                   | 37.4 (99.3)                    | 33.4 (92.1)                    | 27.4 (81.3)                    | 23.0 (73.4)                    | 40.5 (104.9)                   |
| 平均最高気温 °C （°F）         | 8.3 (46.9)                     | 10.0 (50)                      | 14.2 (57.6)                    | 20.3 (68.5)                    | 25.0 (77)                      | 27.5 (81.5)                    | 31.3 (88.3)                    | 32.7 (90.9)                    | 28.2 (82.8)                    | 21.9 (71.4)                    | 16.1 (61)                      | 10.7 (51.3)                    | 20.5 (68.9)                    |
| 日平均気温 °C （°F）           | 2.1 (35.8)                     | 3.6 (38.5)                     | 7.6 (45.7)                     | 13.2 (55.8)                    | 18.0 (64.4)                    | 21.5 (70.7)                    | 25.2 (77.4)                    | 26.1 (79)                      | 22.2 (72)                      | 16.0 (60.8)                    | 9.8 (49.6)                     | 4.5 (40.1)                     | 14.1 (57.4)                    |
| 平均最低気温 °C （°F）         | −3.0 (26.6)                    | −1.8 (28.8)                    | 2.0 (35.6)                     | 7.3 (45.1)                     | 12.5 (54.5)                    | 17.0 (62.6)                    | 21.1 (70)                      | 21.9 (71.4)                    | 17.9 (64.2)                    | 11.6 (52.9)                    | 4.8 (40.6)                     | 0.6 (33.1)                     | 9.2 (48.6)                     |
| 最低気温記録 °C （°F）         | −11.3 (11.7)                   | −10.6 (12.9)                   | −6.7 (19.9)                    | −3.7 (25.3)                    | 1.6 (34.9)                     | 9.1 (48.4)                     | 13.3 (55.9)                    | 14.0 (57.2)                    | 6.7 (44.1)                     | 0.7 (33.3)                     | −3.1 (26.4)                    | −8.5 (16.7)                    | −11.3 (11.7)                   |
| 降水量 mm （inch）             | 38.9 (1.531)                   | 38.5 (1.516)                   | 73.7 (2.902)                   | 73.0 (2.874)                   | 84.3 (3.319)                   | 113.2 (4.457)                  | 140.2 (5.52)                   | 123.8 (4.874)                  | 182.5 (7.185)                  | 150.6 (5.929)                  | 52.2 (2.055)                   | 35.3 (1.39)                    | 1,106.1 (43.547)               |
| 平均降水日数 （≥1.0 mm）       | 4.5                            | 5.0                            | 8.3                            | 7.7                            | 8.9                            | 11.1                           | 11.5                           | 9.2                            | 10.3                           | 8.9                            | 5.7                            | 4.3                            | 95.3                           |
| 平均月間日照時間               | 209.0                          | 197.6                          | 201.1                          | 205.0                          | 200.4                          | 144.8                          | 165.1                          | 197.2                          | 149.7                          | 158.0                          | 180.2                          | 201.2                          | 2,209.4                        |
| 出典1：気象庁                  |                                |                                |                                |                                |                                |                                |                                |                                |                                |                                |                                |                                |                                |
| 出典2：気象庁                  |                                |                                |                                |                                |                                |                                |                                |                                |                                |                                |                                |                                |                                |

### 人口
| |                                        |  |
| 甲州市と全国の年齢別人口分布（2005年） | 甲州市の年齢・男女別人口分布（2005年） |  |
| ■紫色 ― 甲州市 ■緑色 ― 日本全国 | ■青色 ― 男性 ■赤色 ― 女性              |  |
| 甲州市（に相当する地域）の人口の推移 \| 1970年（昭和45年） \| 38,139人 \| \| \| 1975年（昭和50年） \| 37,901人 \| \| \| 1980年（昭和55年） \| 37,269人 \| \| \| 1985年（昭和60年） \| 37,338人 \| \| \| 1990年（平成2年） \| 37,038人 \| \| \| 1995年（平成7年） \| 38,046人 \| \| \| 2000年（平成12年） \| 36,925人 \| \| \| 2005年（平成17年） \| 35,922人 \| \| \| 2010年（平成22年） \| 33,927人 \| \| \| 2015年（平成27年） \| 31,671人 \| \| \| 2020年（令和2年） \| 29,237人 \| \| |                                        |  |
| 総務省統計局 国勢調査より |                                        |  |
| 1970年（昭和45年） | 38,139人                               |  |
| 1975年（昭和50年） | 37,901人                               |  |
| 1980年（昭和55年） | 37,269人                               |  |
| 1985年（昭和60年） | 37,338人                               |  |
| 1990年（平成2年） | 37,038人                               |  |
| 1995年（平成7年） | 38,046人                               |  |
| 2000年（平成12年） | 36,925人                               |  |
| 2005年（平成17年） | 35,922人                               |  |
| 2010年（平成22年） | 33,927人                               |  |
| 2015年（平成27年） | 31,671人                               |  |
| 2020年（令和2年） | 29,237人                               |  |

### 隣接自治体
山梨県
- 大月市
- 山梨市
- 笛吹市
- 北都留郡：小菅村
- 北都留郡：丹波山村

埼玉県
- 秩父市

## 歴史

### 沿革
平成
- 2005年（平成17年）11月1日に塩山市、東山梨郡勝沼町・大和村が合併して発足。これにより東山梨郡が消滅。

合併町村名を含まないことを条件に市名を公募し、「甲州市」「武田市」「東山梨市」「フルーツ市」などが候補となった。
前年9月に旧国名をそのまま名乗る甲斐市が発足して間もない時期ではあったが、当市域には甲州葡萄、甲州ワイン、甲州百目柿、甲州鞍馬石など、旧国名の別称である「甲州」を冠した産物が多いこともあり、「甲州市」が採用された。

## 行政

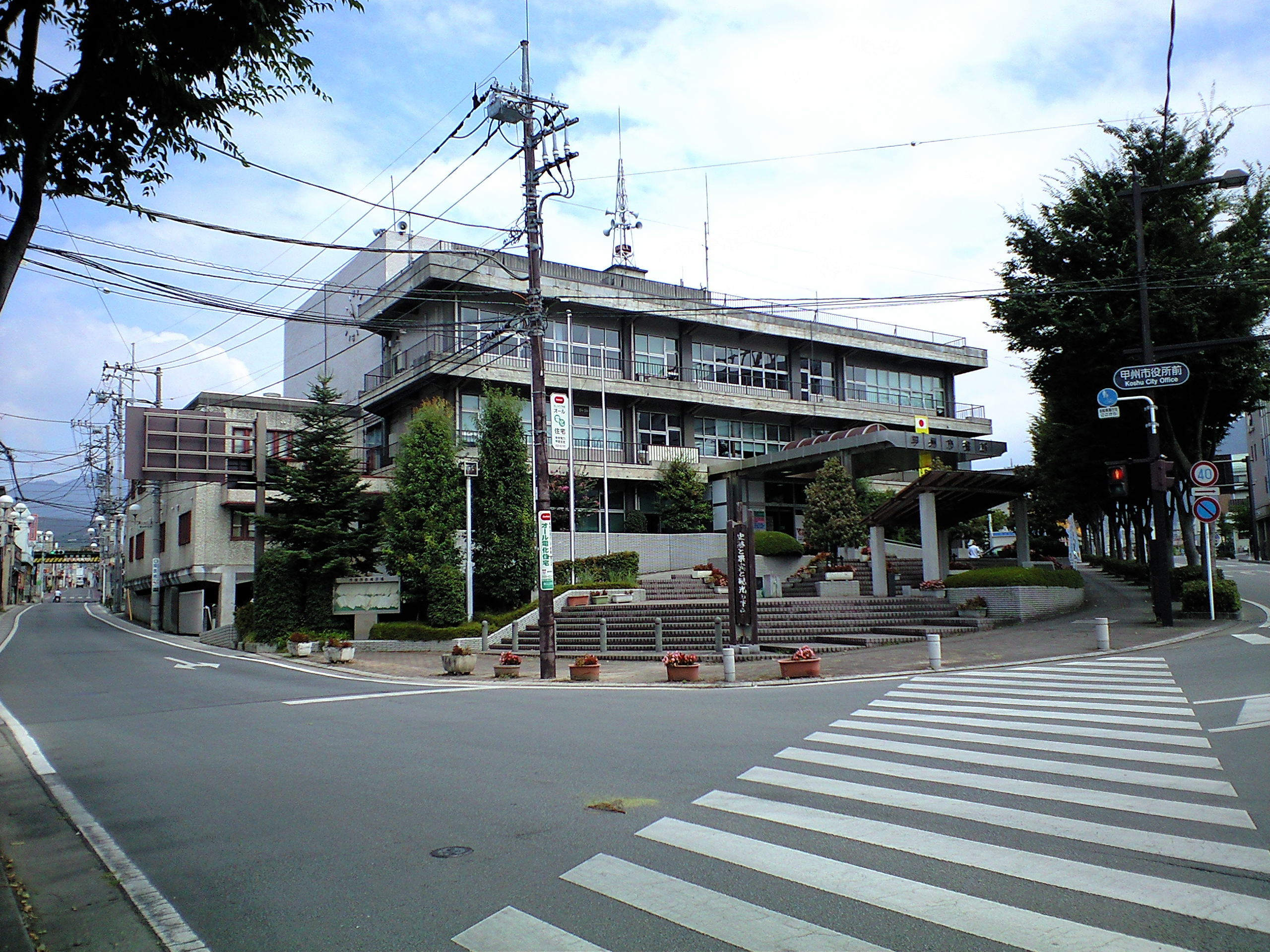
旧・甲州市役所（かつての塩山市役所）

### 市長
- 市長：鈴木幹夫（2020年2月9日就任、2期目）

### 役所
- 甲州市役所

発足当初の甲州市役所は旧塩山市役所に置かれていた。しかし2006年に交差点の向かい側に所在する塩山ショッピングセンター シルクが営業を終了し空店舗となったことから、この施設を市が購入して改装し、2010年7月20日に移転した。

### 市町村合併
2005年（平成17年）11月1日に塩山市、東山梨郡勝沼町・大和村が合併して発足。
一時、現在の山梨市域を含む東山梨合併構想があった。新市名公募に関し、合併協議会は現市町村名を除外した候補を公募することで合意していたが、土壇場になり、山梨市長が急遽反対に転じ、協議から離脱した。その後、旧牧丘町、旧三富村も離脱し、残った3町村にて、当初の構想にて公募を実施し、甲州市を立ち上げた。

### 姉妹都市・提携都市

#### 国内
姉妹都市
- 富津市（関東地方 千葉県）
  - 1977年（昭和52年）12月1日 - 旧塩山市が姉妹都市締結

提携都市
- 文京区（関東地方 東京都）
- 大和市（関東地方 神奈川県）

#### 海外
姉妹都市
- ボーヌ市（フランス共和国 ブルゴーニュ地域圏 コート＝ドール県）
  - 1976年（昭和51年）9月18日 - 旧勝沼町が姉妹都市締結

提携都市
- エイムズ市（アメリカ合衆国 アイオワ州）
  - 1993年（平成5年）9月20日 - 旧塩山市が国際友好都市締結
- トルファン（吐魯番）市（中華人民共和国 新疆ウイグル自治区）
  - 2000年（平成12年）10月3日 - 旧勝沼町が国際友好都市締結

### 議会

#### 市議会
- 定数：18名
- 任期：2017年（平成29年）11月27日 - 2021年（令和3年）11月26日[4]
- 議長：丸山国一（創生会）
- 副議長：飯島武志（政和クラブ）

| 会派名     | 議席数 | 議員名（◎は代表者）                                                                 |
| ---------- | ------ | ----------------------------------------------------------------------------------- |
| 政和クラブ | 8      | ◎岡部紀久雄、夏八木盛男、中村勝彦、廣瀬明弘、高畑一幸、飯島武志、青柳好文、髙野浩一 |
| 創生会     | 5      | ◎廣瀬宗勝、丸山国一、日向正、平塚悟、矢崎友規                                       |
| 新政会     | 3      | ◎飯島孝也、廣瀬重治、小林真理子                                                     |
| 公明党     | 1      | 廣瀬一郎                                                                            |
| 日本共産党 | 1      | 川口信子                                                                            |
| 計         | 18     |                                                                                     |

#### 県議会
- 選挙区：甲州市選挙区
- 定数：1名
- 任期：2020年（令和2年）2月9日 - 2023年（令和5年）4月29日

| 氏名     | 会派名           | 当選回数 |
| -------- | ---------------- | -------- |
| 桐原正仁 | 自由民主党誠心会 | 1        |

## 施設

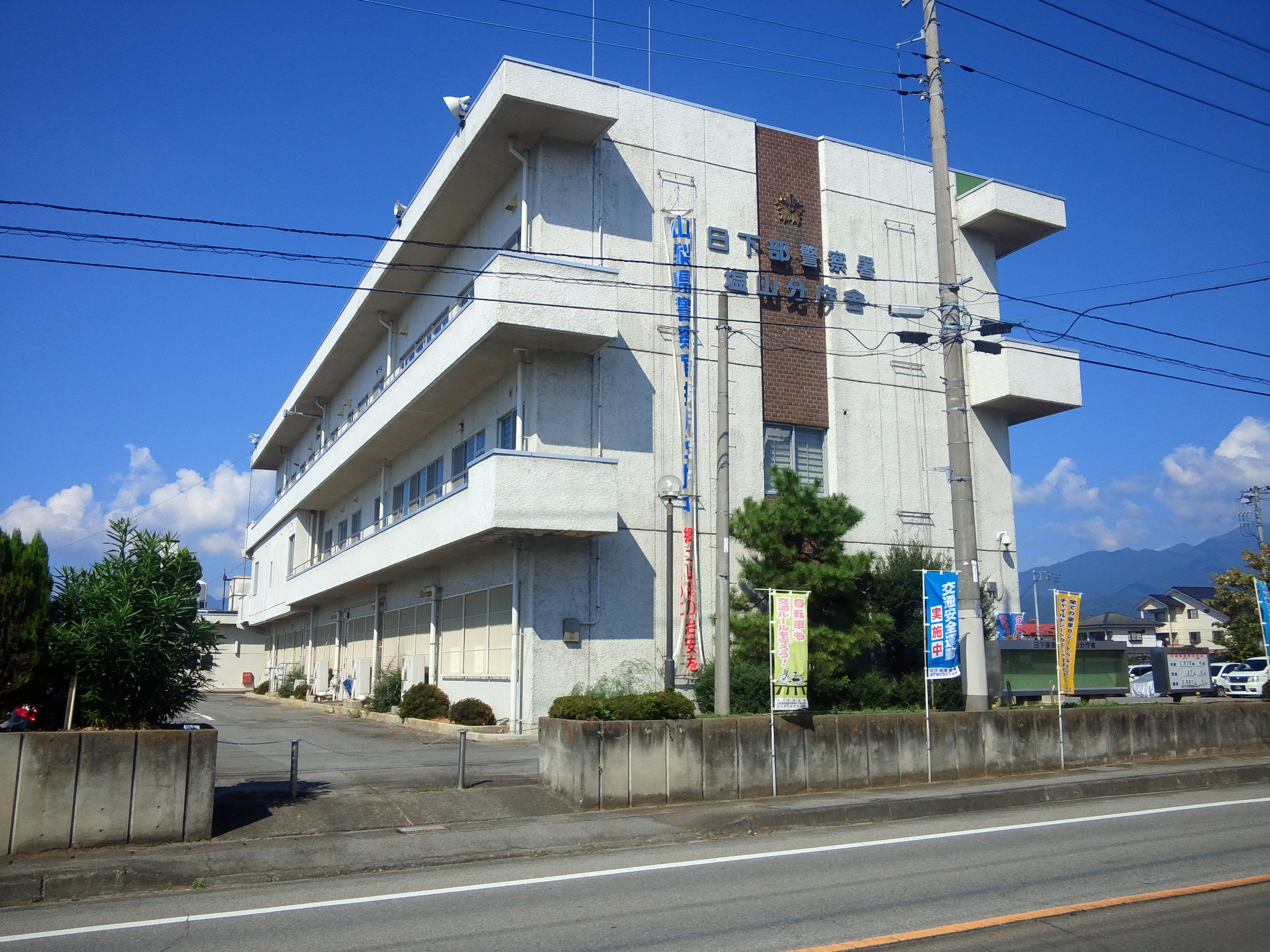
日下部警察署 塩山分庁舎

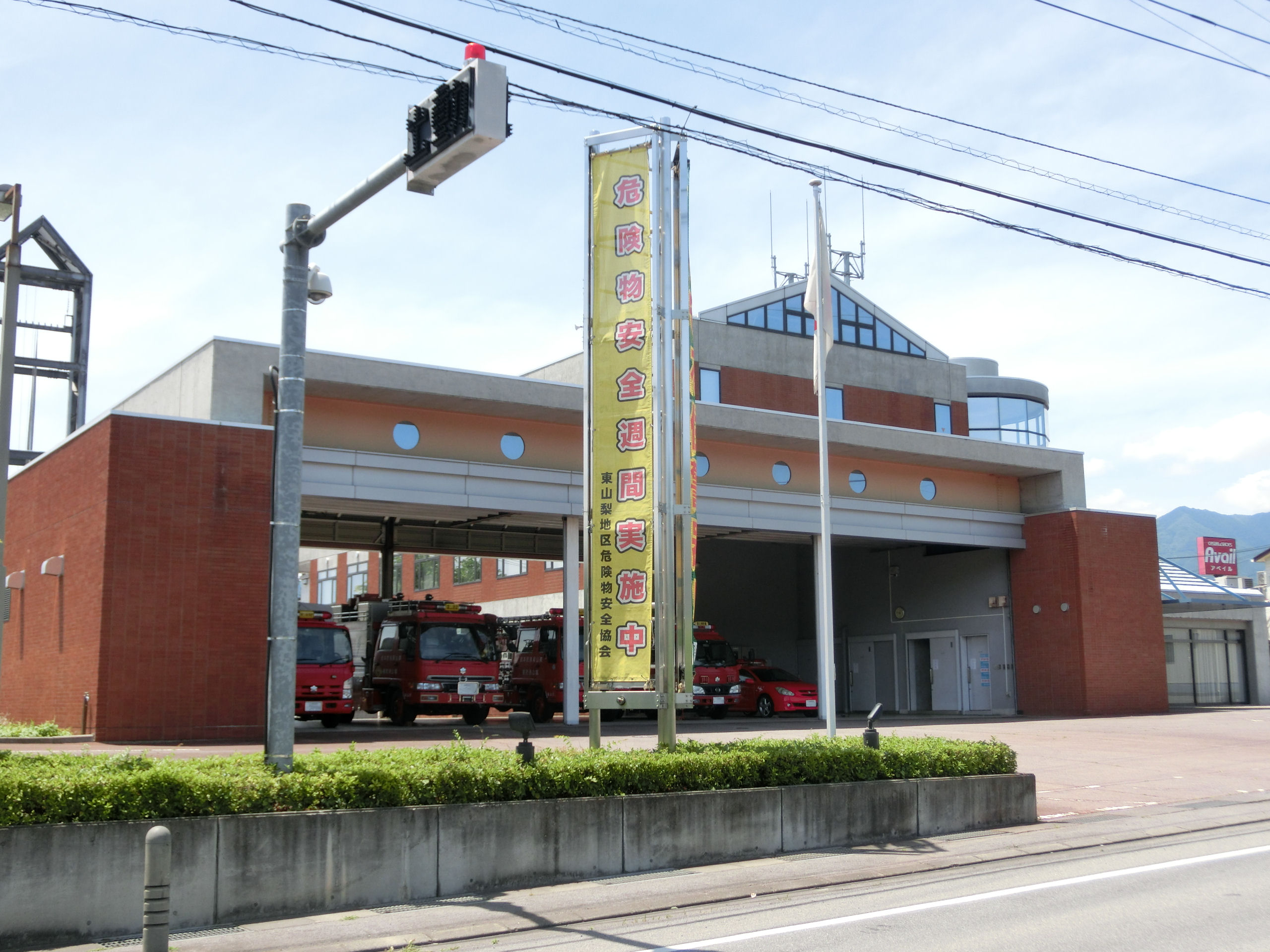
東山梨消防本部 塩山消防署

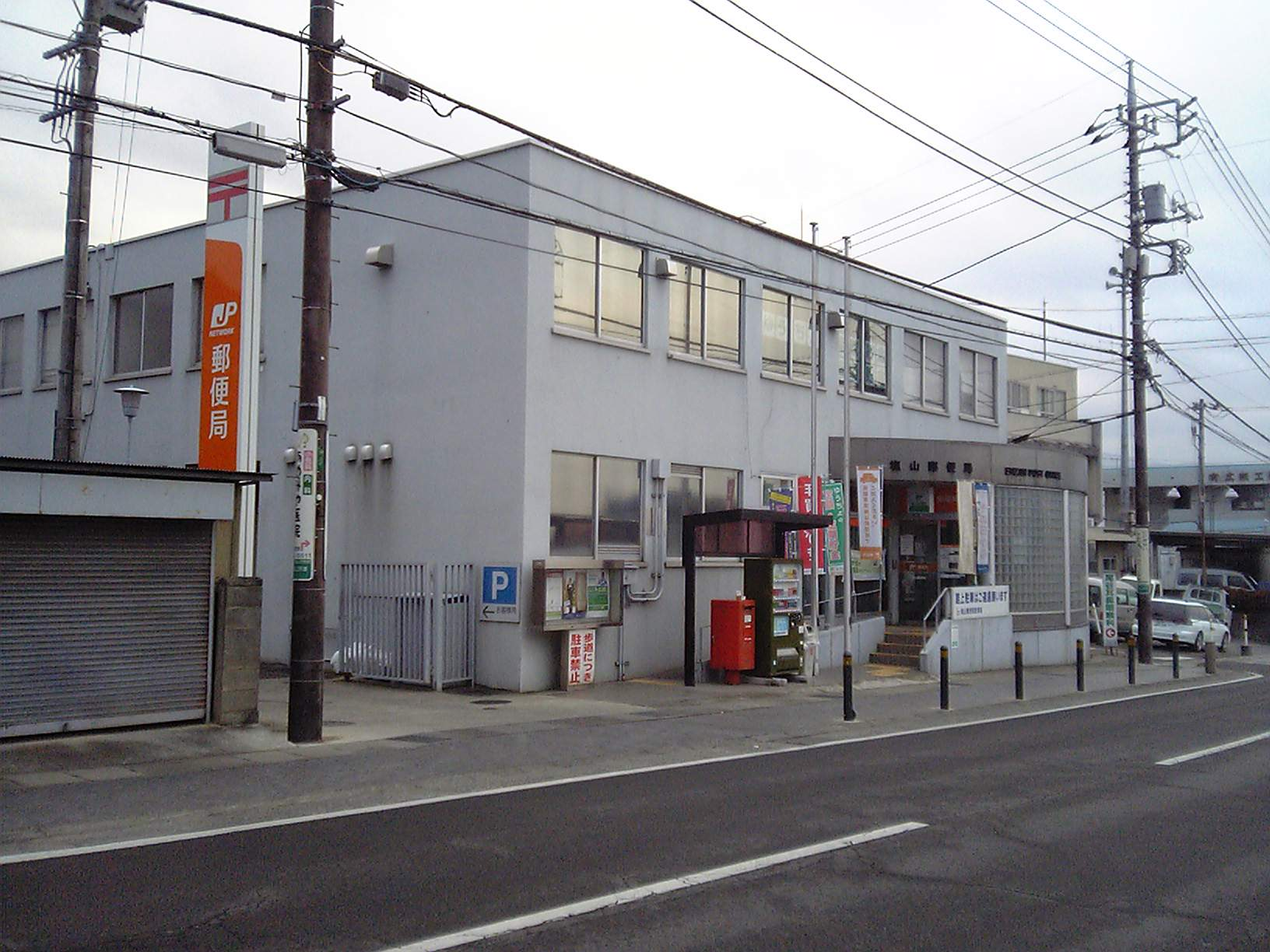
塩山郵便局

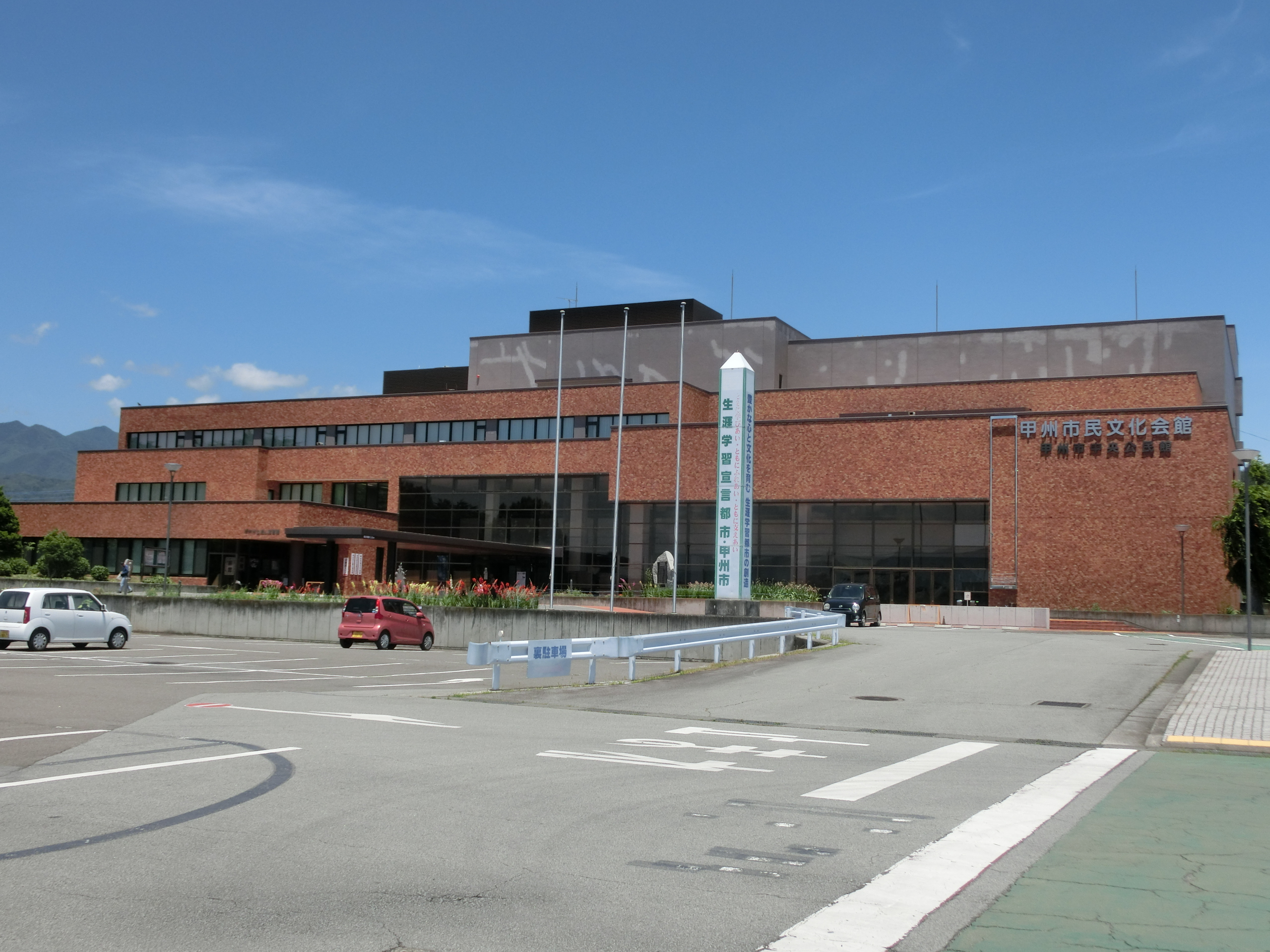
甲州市民文化会館

### 警察
本部
- 山梨県警察 日下部警察署塩山分庁舎

### 消防
本部
- 東山梨行政事務組合 東山梨消防本部

消防署
- 塩山消防署（甲州市塩山西広門田385）

分署
- 勝沼分署（甲州市勝沼町勝沼2059-2）

### 郵便局
- 塩山郵便局

### 図書館
- 甲州市立図書館
  - 甲州市立勝沼図書館（中央館）（勝沼町下岩崎）
  - 甲州市立塩山図書館 （塩山上塩後）
  - 甲州市立大和図書館（大和町初鹿野）
  - 甲州市立塩山図書館分館（甘草屋敷子ども図書館）（塩山上於曽）

### 交流施設
公民館
- 甲州市民文化会館（甲州市中央公民館）塩山上塩後
- 塩山西公民館（塩山上塩後）
- 塩山北公民館（塩山千野）
- 塩山東公民館（塩山上於曽）
- 井尻公民館（塩山上井尻）
- 大藤公民館（塩山中萩原）
- 奥野田公民館（塩山熊野）
- 神金公民館（塩山上萩原）
- 玉宮公民館（塩山竹森）
- 松里公民館（塩山小屋敷）
- 勝沼市民会館（勝沼町勝沼）
- 勝沼中央公民館（勝沼町勝沼）
- 大和ふるさと会館（大和町初鹿野）

### 文化施設
- 旧田中銀行博物館
- 釈迦堂遺跡博物館

## 地区

### 塩山地区
- 塩山赤尾（えんざんあかお）：上赤尾（かみあかお）、下赤尾（しもあかお）
- 塩山一ノ瀬高橋（えんざんいちのせたかはし）：一ノ瀬（いちのせ）、落合（おちあい）、沖平（おきたいら）、三ノ瀬（さんのせ）、高橋（たかはし）、二ノ瀬（にのせ）、藤尾（ふじお）
- 塩山牛奥 （えんざんうしおく）
- 塩山小屋敷（えんざんおやしき）：滑沢（なめざわ）
- 塩山上粟生野（えんざんかみあおの）
- 塩山上井尻（えんざんかみいじり）
- 塩山上於曽（えんざんかみおぞ）：青橋（あおはし）、旭町（あさひちょう）、雨敬町（あめけいちょう）、寿町（ことぶきちょう）、上西（かみにし）、上東（かみひがし）、菅田町（かんたちょう）、下中（しもなか）、下西（しもにし）、下東（しもひがし）、中央（ちゅうおう）、仲沢（なかざわ）、仲町（なかちょう）、東町（ひがしちょう）、町屋（まちや）、有楽町（ゆうらくちょう）

- 塩山上小田原（えんざんかみおだわら）：小松尾（こまつお）、番屋（ばんや）
- 塩山上塩後（えんざんかみしおご）
- 塩山上萩原 （えんざんかみはぎはら）：岩波（いわなみ）、上原（うわはら）、大久保平（おおくぼだいら）、踊石（おどろいし）、神戸（ごうど）、五郎田（ごろうだ）、裂石（さけいし）、中新井（なかあらい）、中子沢（なかござわ）、巾（はば）
- 塩山西広門田（えんざんかわだ）
- 塩山熊野（えんざんくまの）
- 塩山下粟生野（えんざんしもあおの）
- 塩山下於曽（えんざんしもおぞ）
- 塩山下小田原（えんざんしもおだわら）
- 塩山下塩後 （えんざんしもしおご）
- 塩山下柚木（えんざんしもゆのき）
- 塩山竹森（えんざんたけもり）：上竹森（かみたけもり）、下竹森（しもたけもり）、二子山（ふたごやま）
- 塩山千野（えんざんちの）：千野上（ちのうえ）、千野下（ちのしも）

- 塩山中萩原（えんざんなかはぎはら）：第一（だいいち）、第三（だいさん）、第二（だいに）
- 塩山西野原 （えんざんにしのはら）
- 塩山平沢（えんざんひらさわ）
- 塩山福生里（えんざんふくおり）
- 塩山藤木 （えんざんふじき）
- 塩山三日市場（えんざんみっかいちば）

### 勝沼地区
- 勝沼町小佐手（かつぬまちょうおさで）
- 勝沼町勝沼（かつぬまちょうかつぬま）
- 勝沼町上岩崎（かつぬまちょうかみいわさき）
- 勝沼町休息（かつぬまちょうきゅうそく）
- 勝沼町山林（かつぬまちょうさんりん）
- 勝沼町下岩崎（かつぬまちょうしもいわさき）
- 勝沼町等々力（かつぬまちょうとどろき）

- 勝沼町中原（かつぬまちょうなかはら）
- 勝沼町菱山（かつぬまちょうひしやま）
- 勝沼町深沢（かつぬまちょうふかさわ）
- 勝沼町藤井（かつぬまちょうふじい）
- 勝沼町山（かつぬまちょうやま）
- 勝沼町綿塚（かつぬまちょうわたづか）

### 大和地区
- 大和町田野（やまとちょうたの）
- 大和町鶴瀬（やまとちょうつるせ）
- 大和町木賊（やまとちょうとくさ）

- 大和町初鹿野（やまとちょうはじかの）
- 大和町日影（やまとちょうひかげ）

## 経済

### 第一次産業

#### 農業
東郡地域にあたる市域は戦後に養蚕から転換した果樹栽培や観光農園を中心とした農業が主要産業となっている。旧勝沼町は、ワイン醸造が最初に始まった地といわれ、甲州葡萄に代表される葡萄と勝沼ワインの産地として知られているが、モモ、サクランボ等も生産されている。旧塩山市は、モモ、スモモ、サクランボ、および干し柿が主要農産物である。

## 情報・通信
中継局
- 甲州石和中継局
- 甲州上萩原中継局

## 生活基盤

### ライフライン

#### 電信
- NTT東日本

市外局番
- 市外局番は0553で、山梨市、笛吹市の旧・一宮町および春日居町域と同一のエリア（山梨MA）である。

## 教育

### 高等学校
県立
- 山梨県立塩山高等学校（塩山三日市場）

### 中学校
市立
- 甲州市立塩山中学校（塩山下於曽）
- 甲州市立塩山北中学校（塩山上粟生野）
- 甲州市立松里中学校（塩山小屋敷）
- 甲州市立神金第二中学校（塩山一之瀬高橋、休校中）
- 甲州市立勝沼中学校（勝沼町勝沼）
- 甲州市立大和中学校（大和町初鹿野）

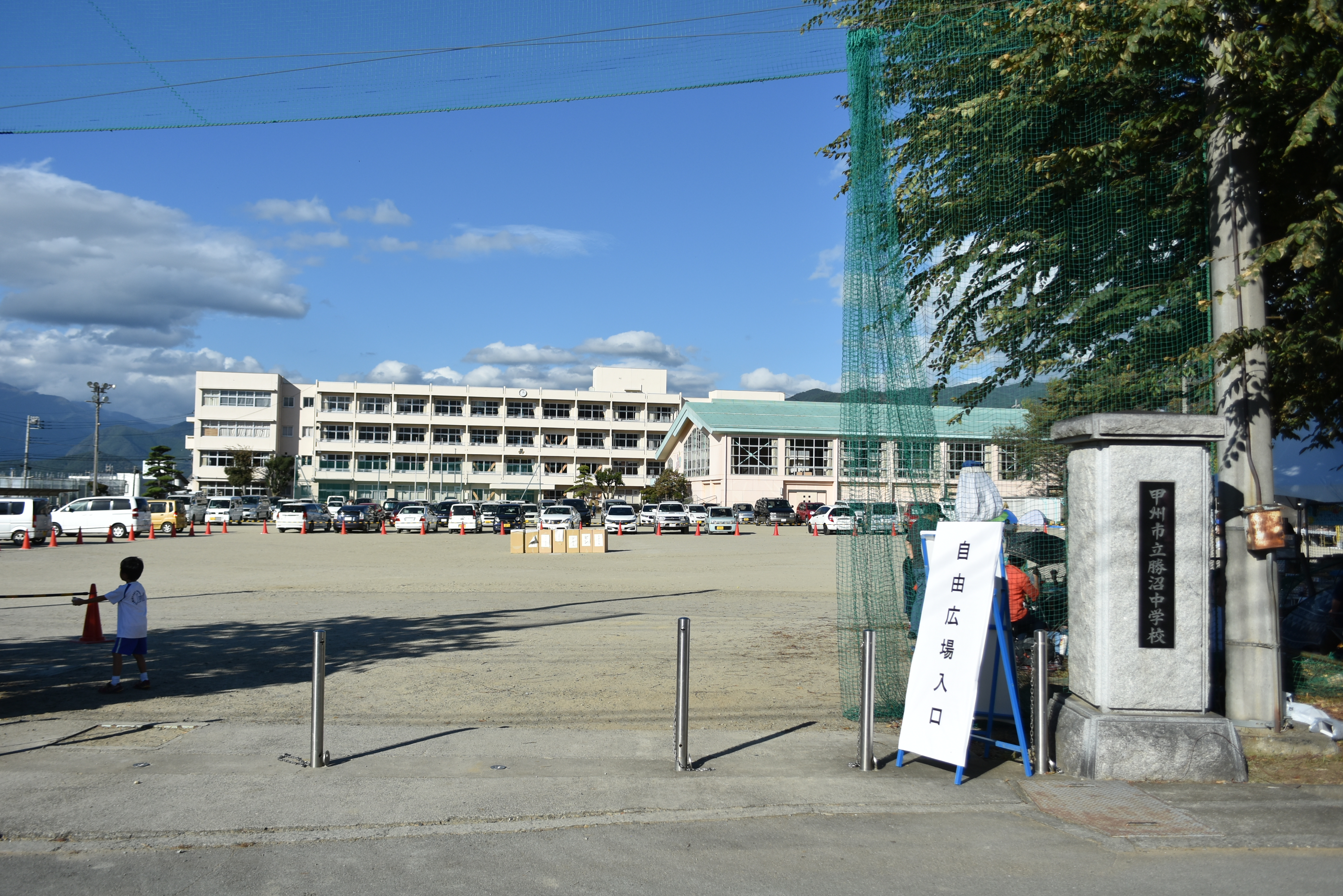
甲州市立勝沼中学校（2018年10月6日撮影）

### 小学校
市立
- 井尻小学校（塩山上井尻）
- 塩山南小学校（塩山上於曽）
- 塩山北小学校（塩山千野）
- 奥野田小学校（塩山熊野）
- 玉宮小学校（塩山竹森）
- 松里小学校（塩山小屋敷）
- 大藤小学校（塩山上粟生野）
- 神金小学校（塩山上萩原）
- 神金第二小学校（塩山一之瀬高橋、休校中）
- 勝沼小学校（勝沼町勝沼）
  - 深沢分校（勝沼町深沢、休校中）
- 祝小学校（勝沼町下岩崎）
- 東雲小学校（勝沼町休息）
- 菱山小学校（勝沼町菱山）
- 大和小学校（大和町初鹿野）

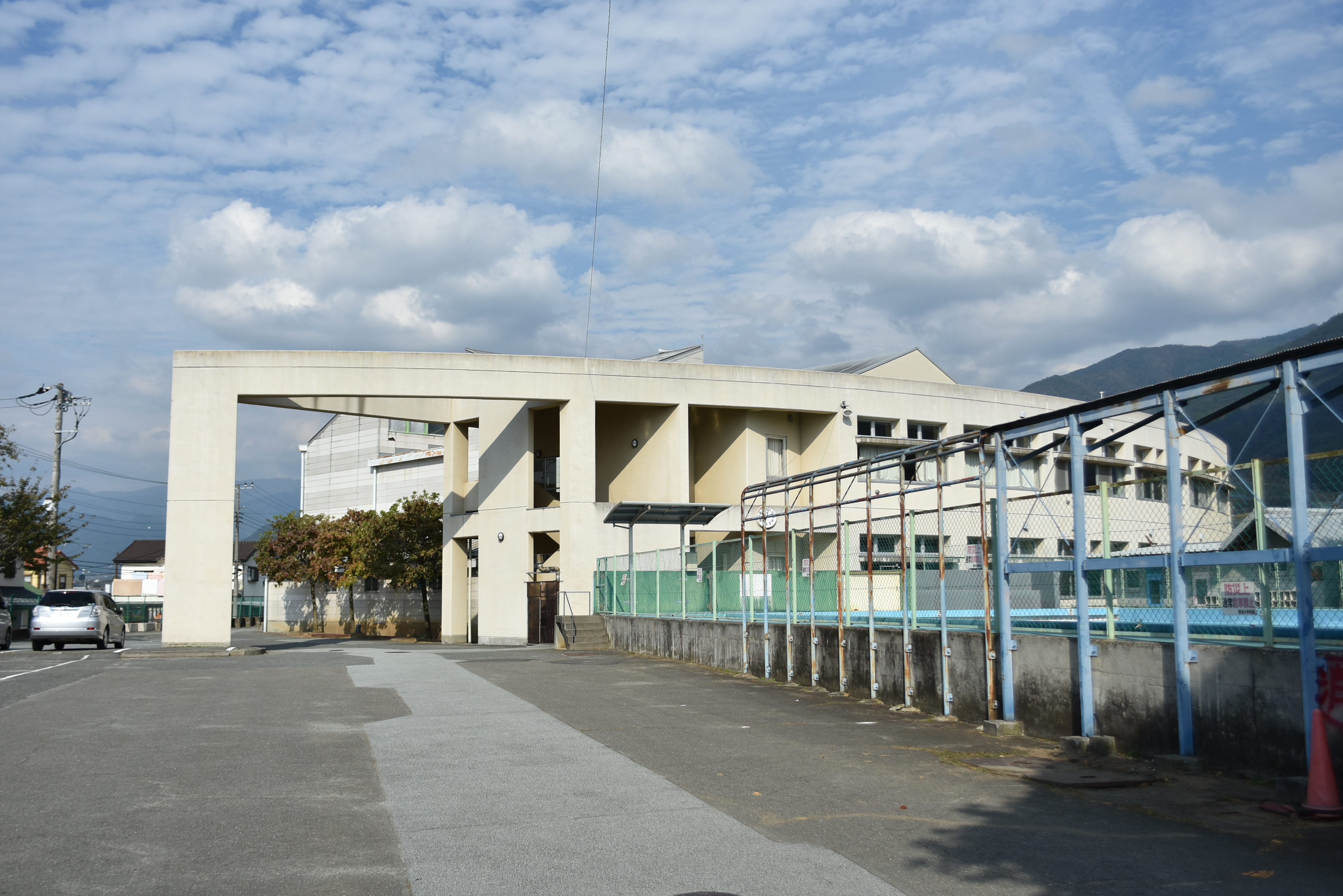
勝沼小学校（2018年10月10日撮影）
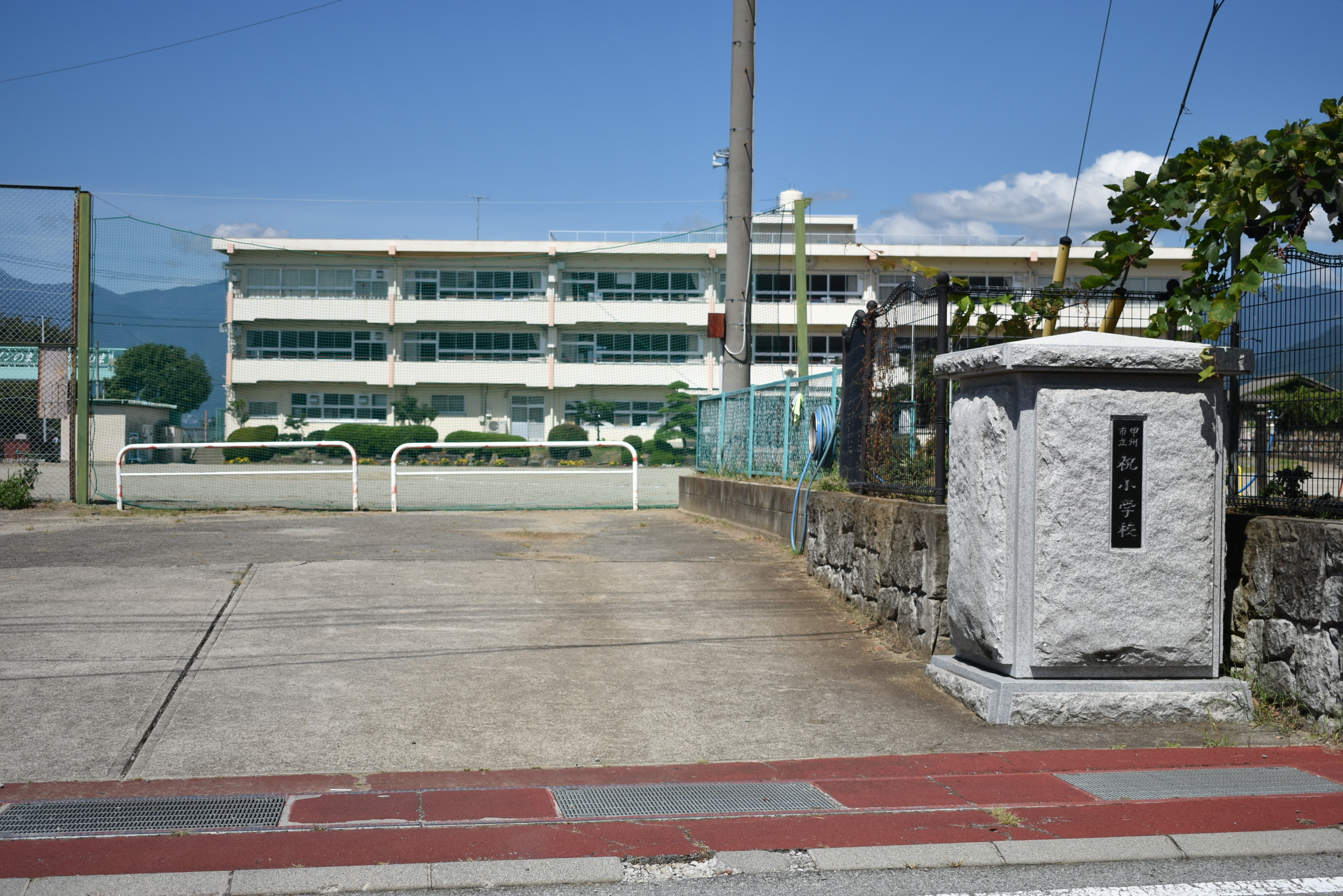
祝小学校（2019年9月7日撮影）

### 職業能力開発校
県立
- 山梨県立産業技術短期大学校（塩山上於曽）（職業能力開発促進法に基づく職業能力開発短期大学校）

## 交通

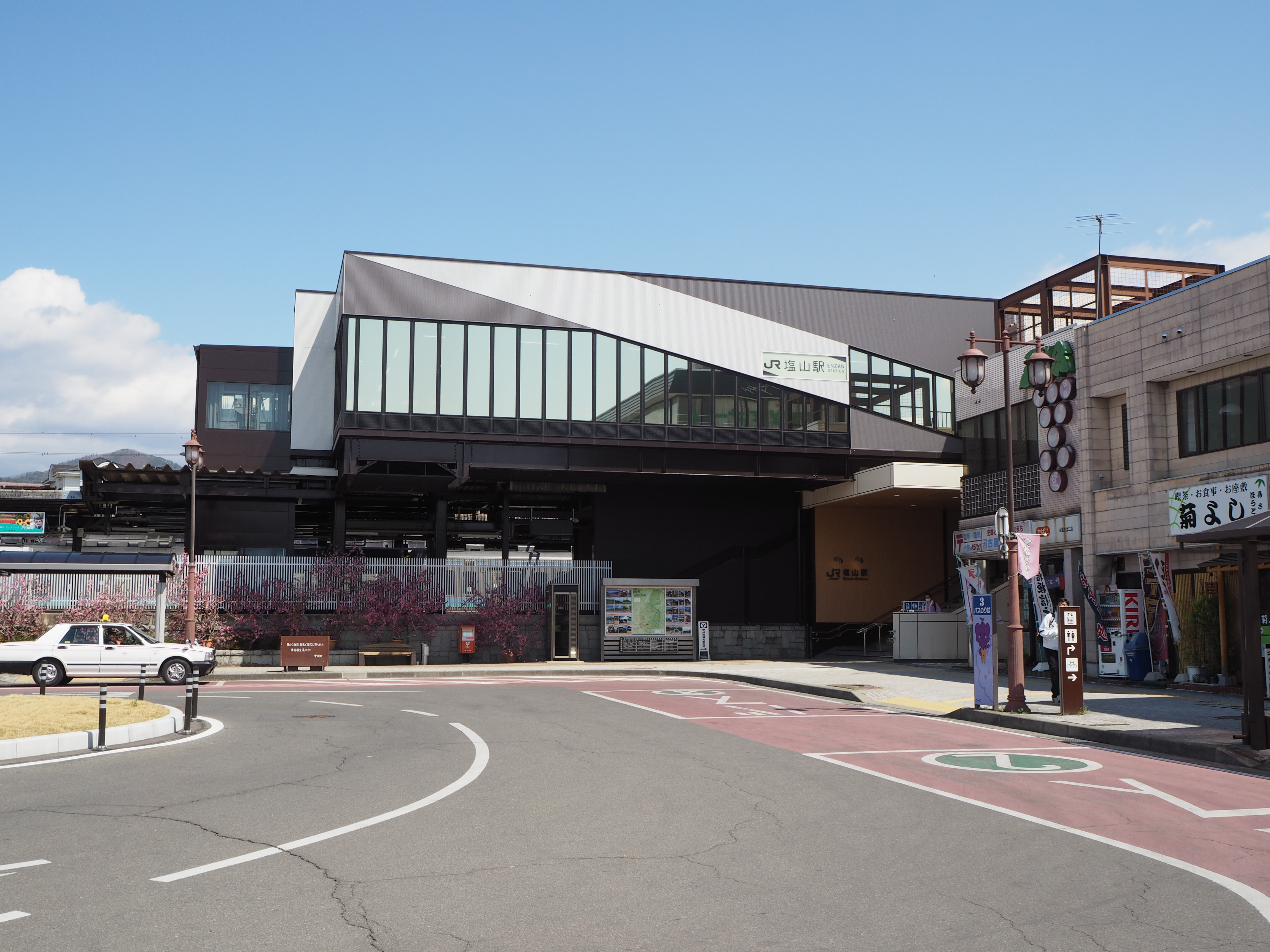
塩山駅

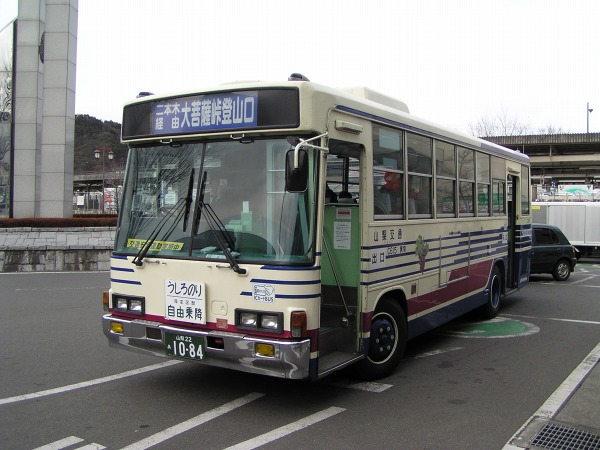
甲州市市民バス

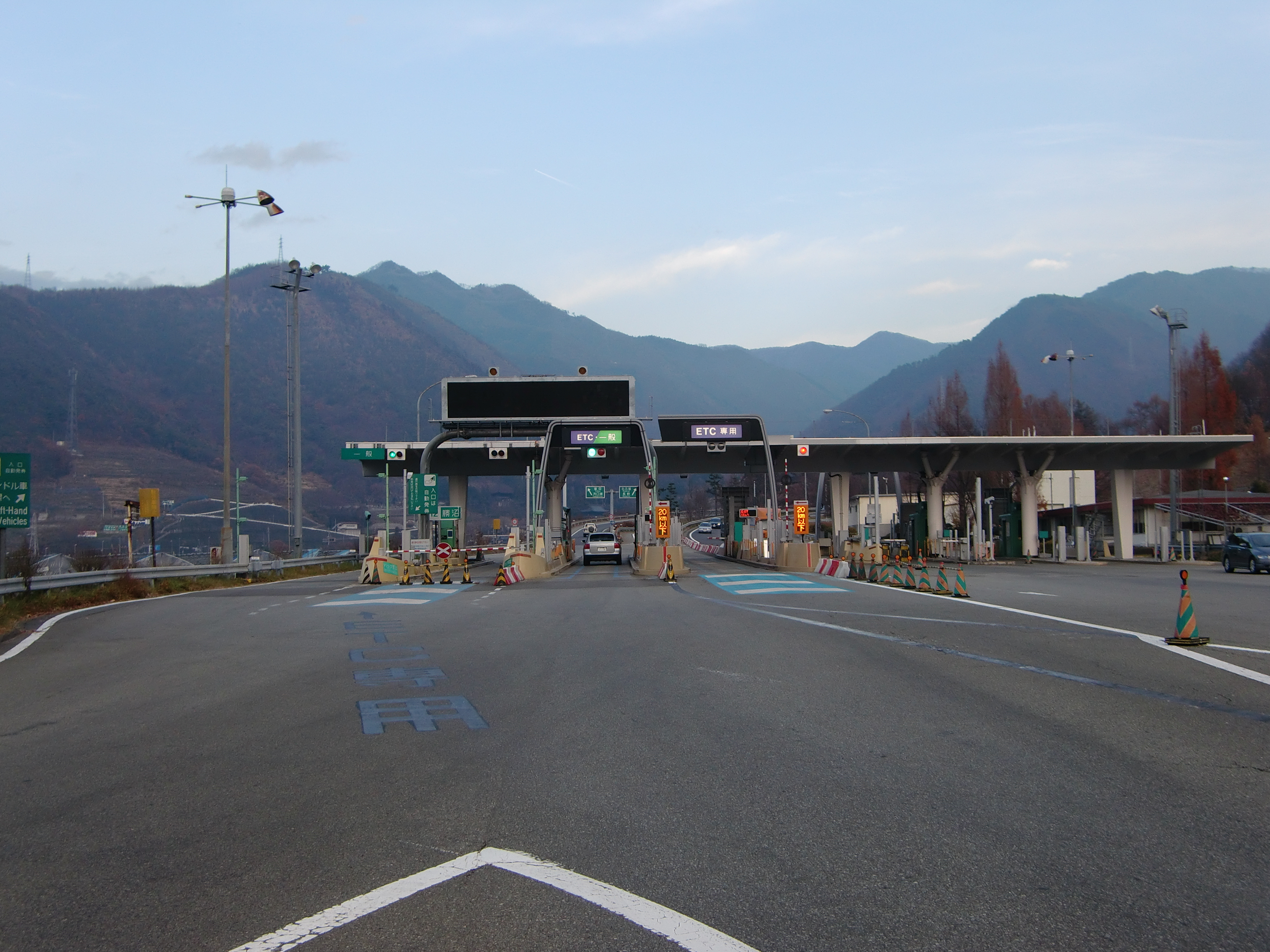
勝沼IC

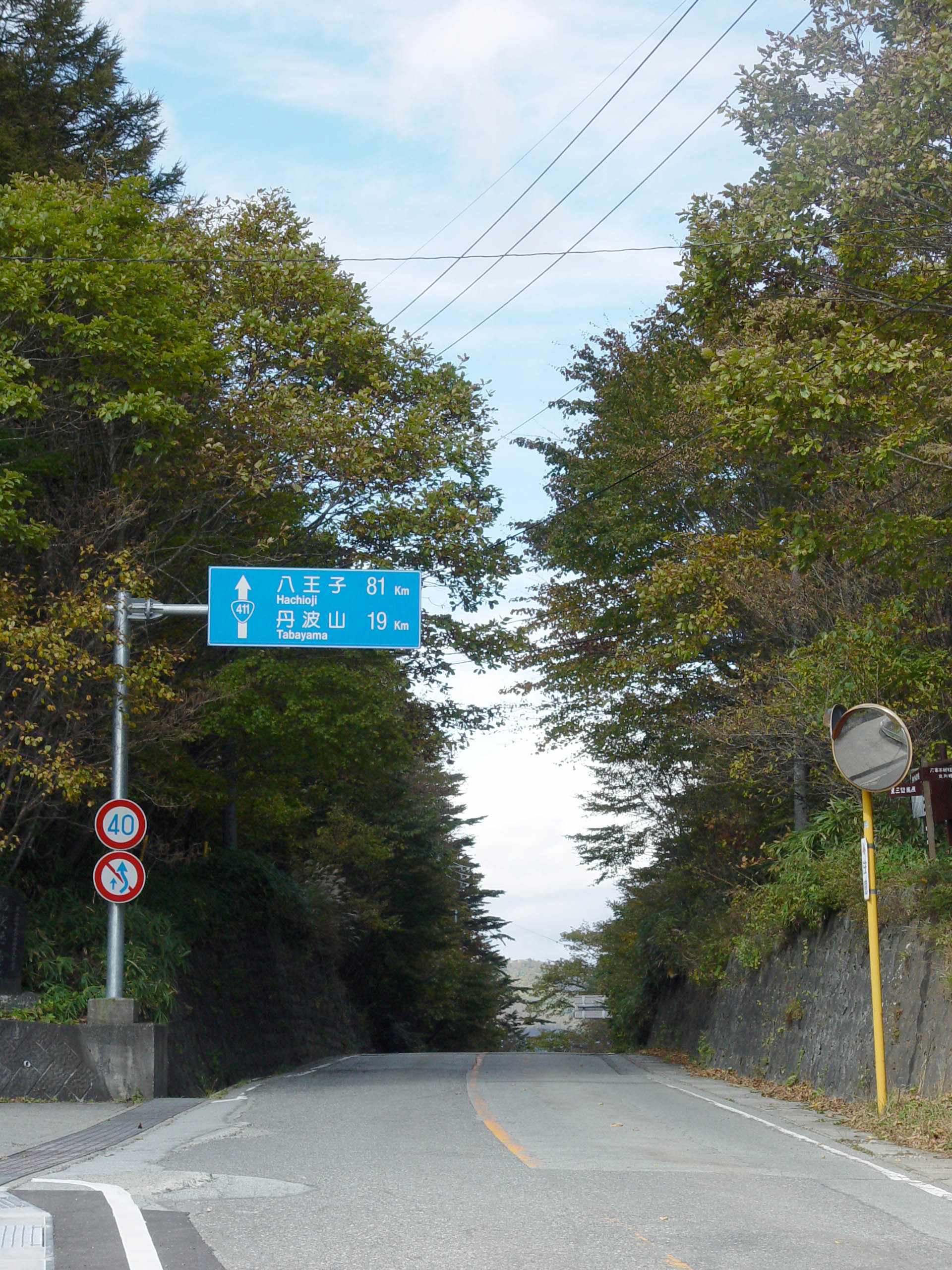
国道411号柳沢峠

### 鉄道
中心となる駅：塩山駅

#### 鉄道路線
東日本旅客鉄道（JR東日本）
- 中央本線：（大月市）- 甲斐大和駅 - 勝沼ぶどう郷駅 - 塩山駅 -（山梨市）

### バス

#### 路線バス
- 甲州市市民バス
- 山梨市営バス
- 富士急バス
- 山梨交通

営業所
- 山梨交通塩山営業所

#### 高速バス
- 中央高速バス

### 道路

#### 高速道路
- 中央自動車道
- E20：（大月市）- 甲斐大和BS - 勝沼IC - 釈迦堂PA/BS -（笛吹市）

#### 国道
- 国道20号
  - 道の駅甲斐大和
- 国道140号
- 国道411号

#### 県道
主要地方道
- 山梨県道34号白井甲州線
- 山梨県道38号塩山勝沼線

一般県道
- 山梨県道201号塩山停車場大菩薩嶺線
- 山梨県道205号三日市場南線
- 山梨県道207号平沢千野線
- 山梨県道210号杣口塩山線
- 山梨県道213号下荻原三日市場線
- 山梨県道214号休息勝沼線
- 山梨県道216号万力小屋敷線
- 山梨県道217号深沢等々力線
- 山梨県道218号大菩薩初鹿野線
- 山梨県道508号大菩薩峠線

### 道の駅
- 道の駅甲斐大和（国道20号）

## 名所・旧跡・観光スポット

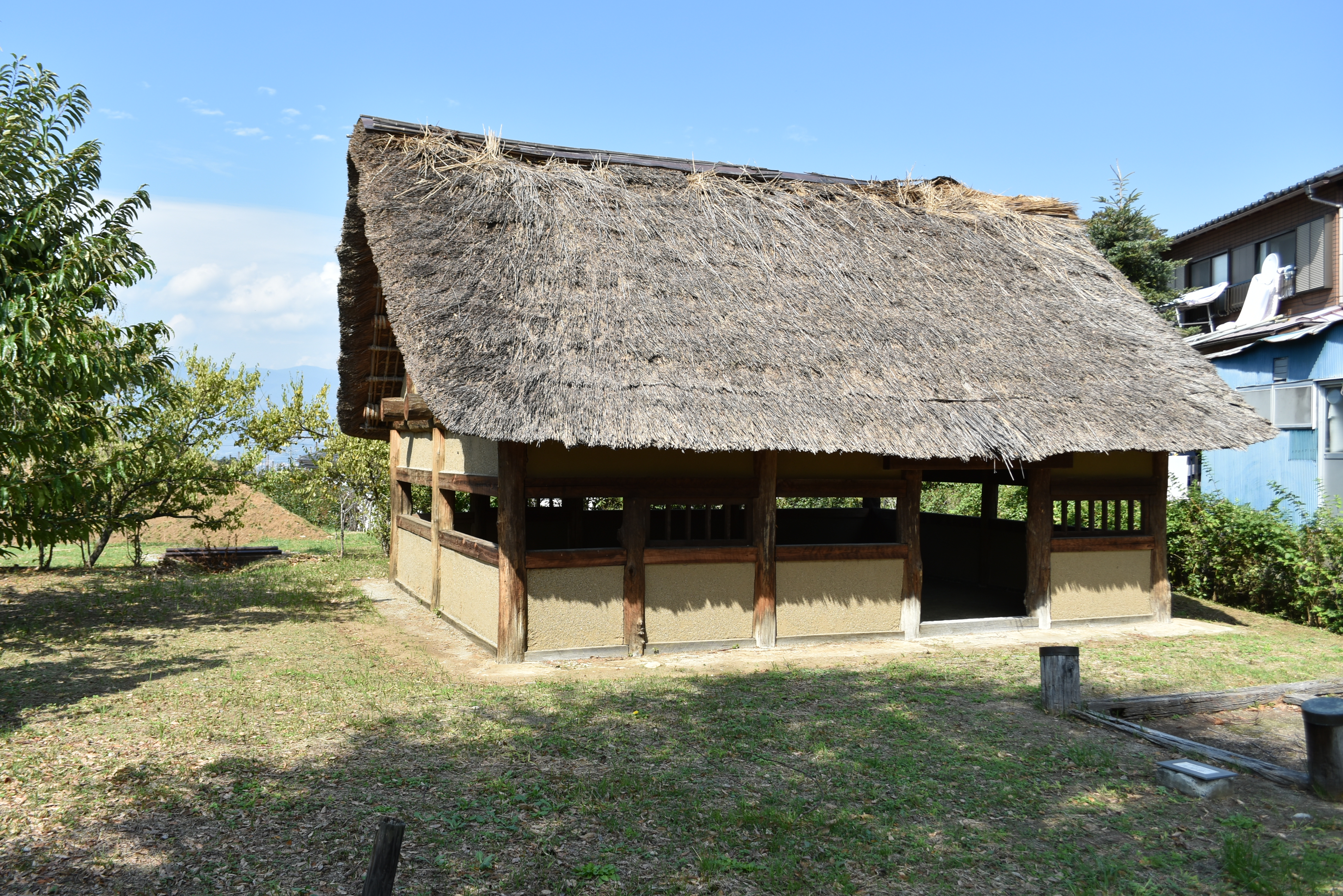
勝沼氏館

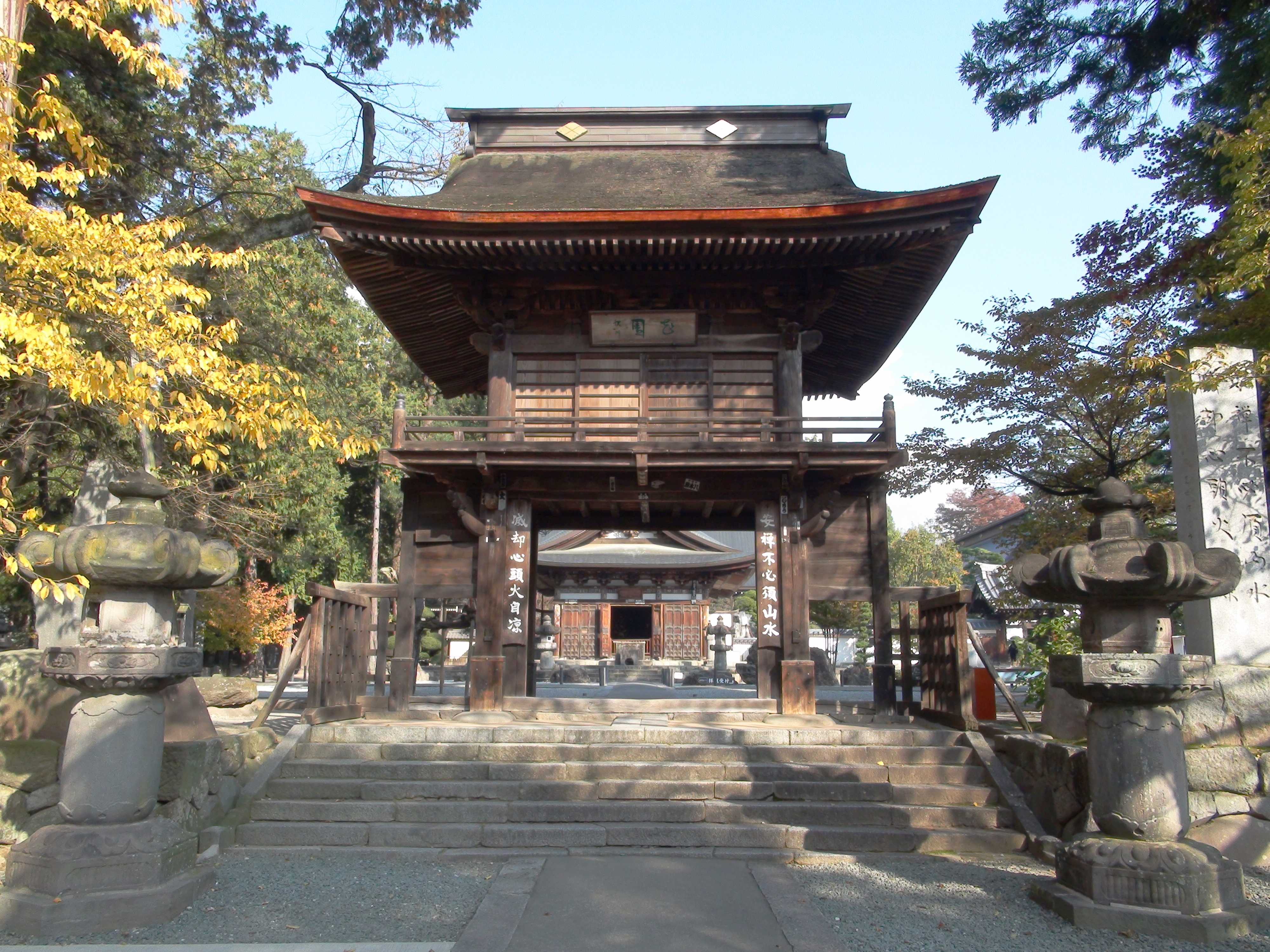
恵林寺

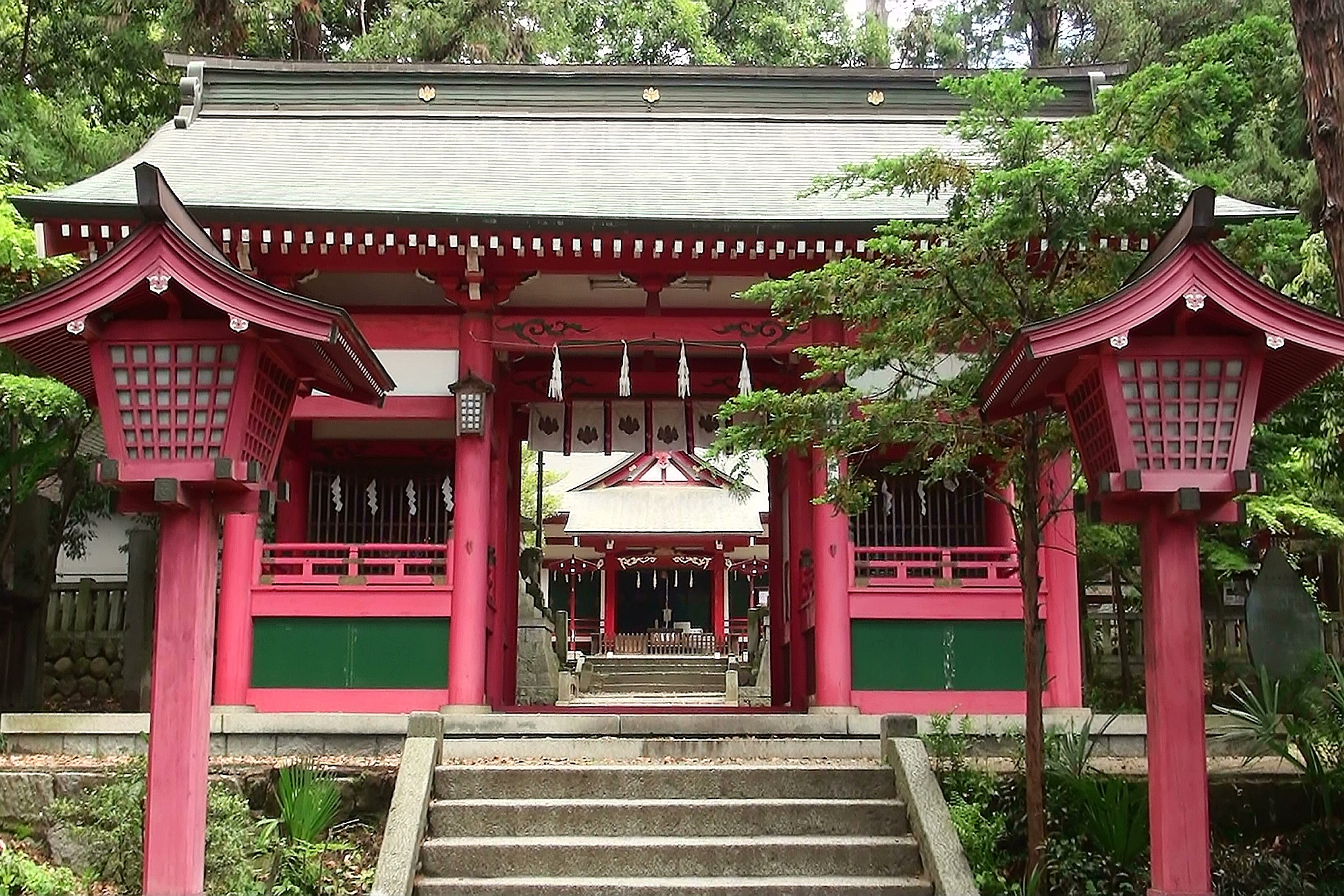
菅田天神社

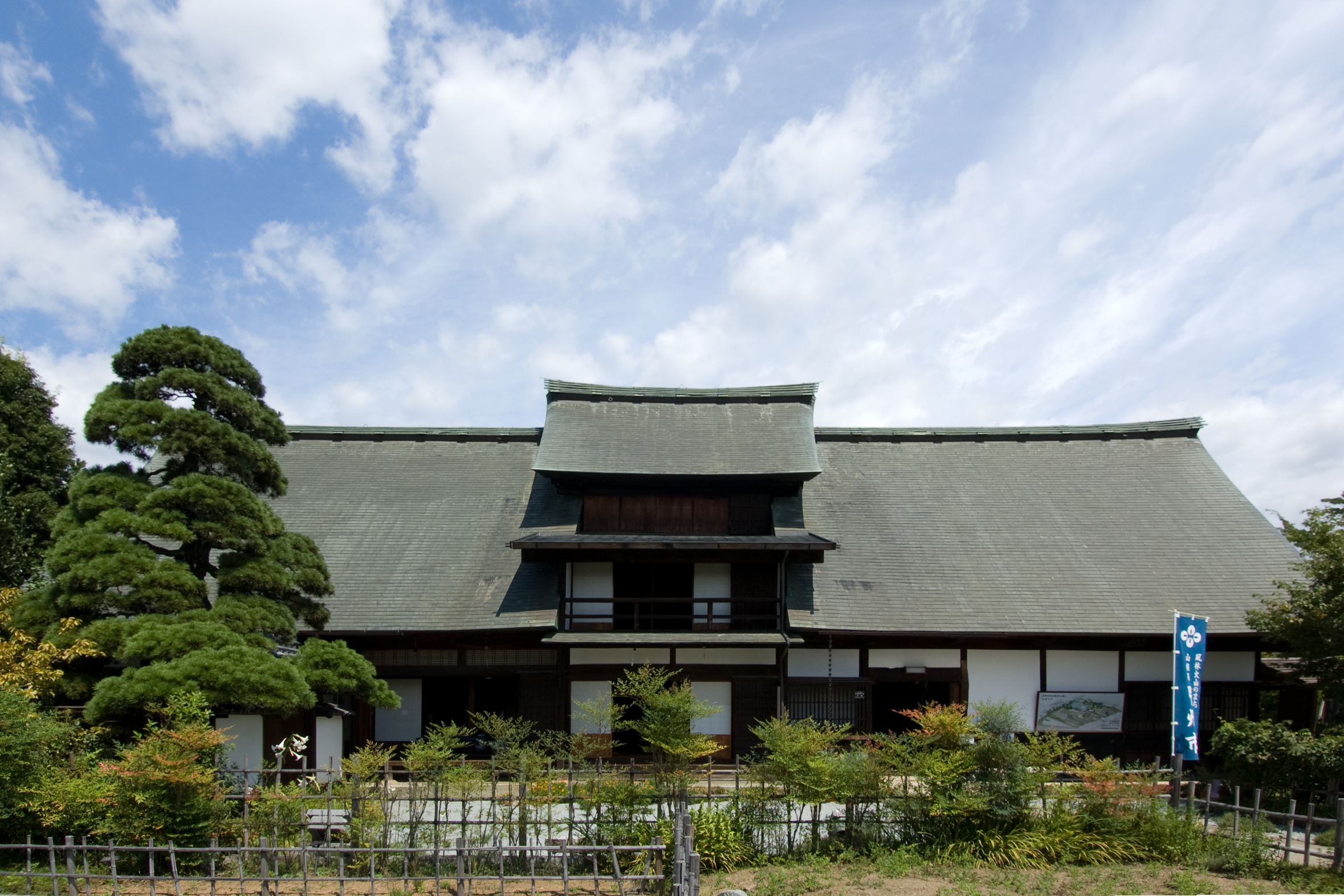
甘草屋敷

### 名所・旧跡
主な城郭・屋敷・館
- 勝沼氏館：国の史跡

主な寺院
- 乾徳山恵林寺（えりんじ）-武田信玄の菩提寺、夢窓疎石作庭の庭園（名勝）
- 高橋山放光寺（ほうこうじ）- 源平時代の武将・安田義定の菩提寺
- 塩山向嶽寺（こうがくじ）- 臨済宗向嶽寺派大本山。開祖抜隊得勝
- 天龍山慈雲寺（じうんじ）- 天然記念物イトザクラ（しだれ桜）
- 裂石山雲峰寺 - 武田氏庇護の禅寺。風林火山の軍旗、日本最古の日の丸が保存されている。中里介山が大菩薩峠の構想を練った寺としても有名。
- 柏尾山大善寺 - 開山は行基。ぶどう寺。国宝薬師堂あり
- 天目山棲雲寺 - 天目山の山名の由来（大和）
- 天童山景徳院 - 徳川家康が武田勝頼を弔うために建立

主な神社
- 菅田天神社
- 熊野神社
- 甲州玉諸神社

主な史跡
- 甘草屋敷（旧高野家住宅）- 塩山駅北口にある市の管理する古民家。江戸時代に薬草である甘草の栽培を行っていた
- 旧田中銀行博物館
- 勝沼古戦場 - 東山道軍支隊と新選組隊士を中心とする甲陽鎮撫隊との戦場跡
- 釈迦堂遺跡博物館

主な遺跡
- 安道寺遺跡
- 柏尾山経塚

宿場町
- 甲州街道
  - ：（山梨市）- 勝沼宿 - 鶴瀬宿 - 駒飼宿 -（大月市）

重要伝統的建造物群保存地区
- 甲州市塩山下小田原上条 - 山村・養蚕集落

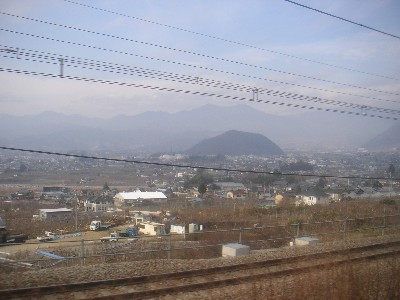
塩ノ山（2004年12月撮影）
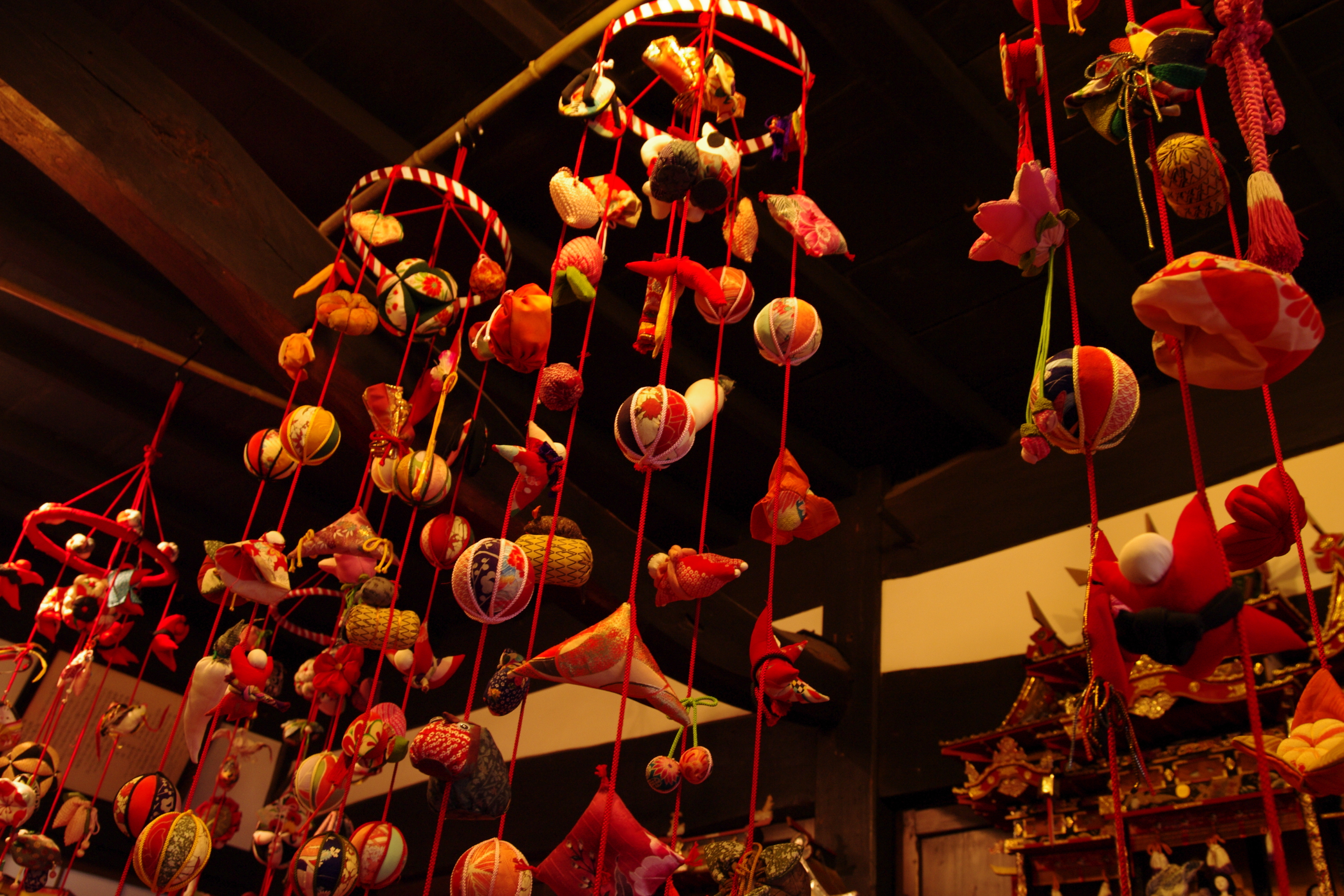
甘草屋敷に展示された「吊るし雛」、2月から4月にかけて「ひな飾りと桃の花まつり」が開催される
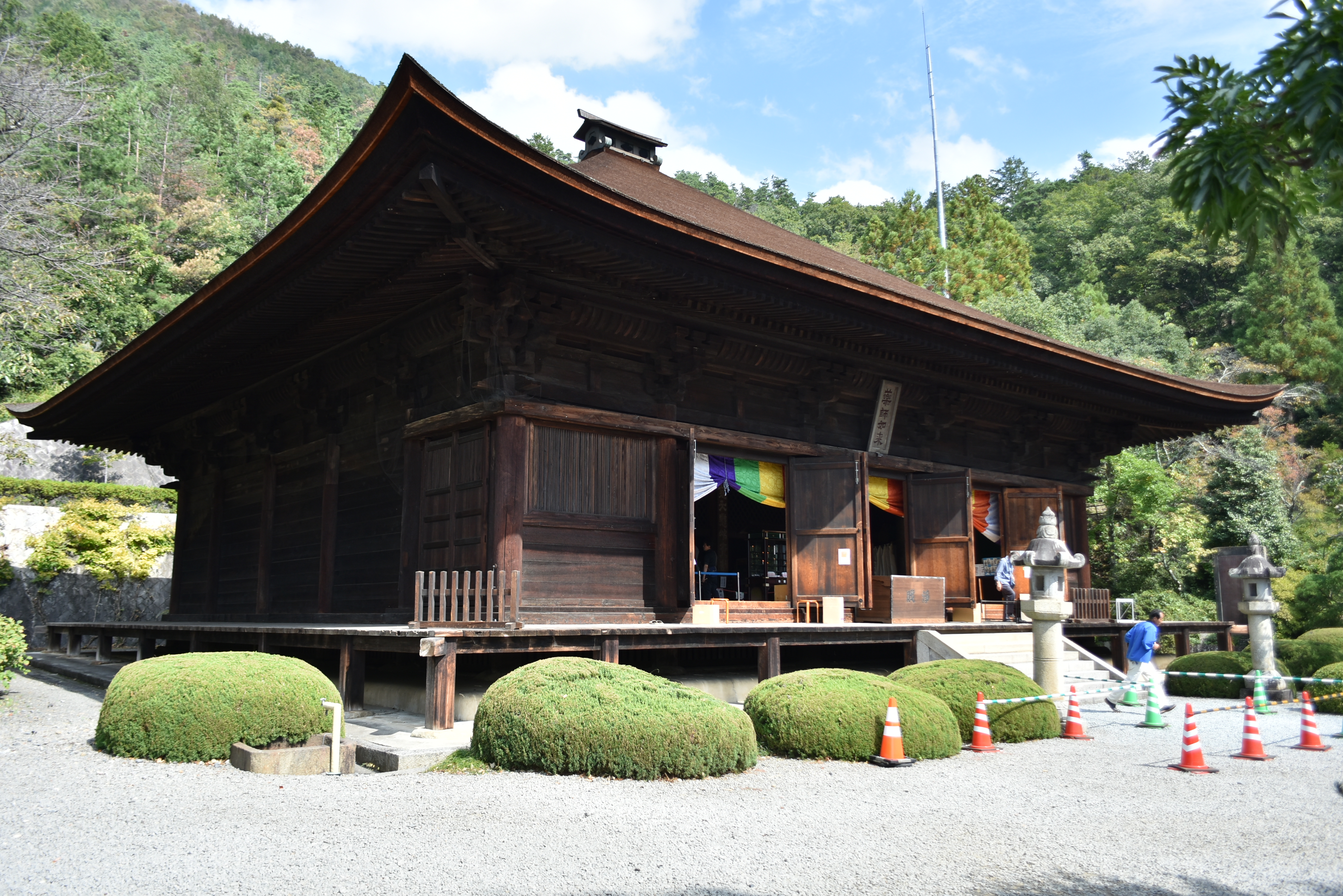
大善寺 国宝 薬師堂（2018年10月10日撮影）
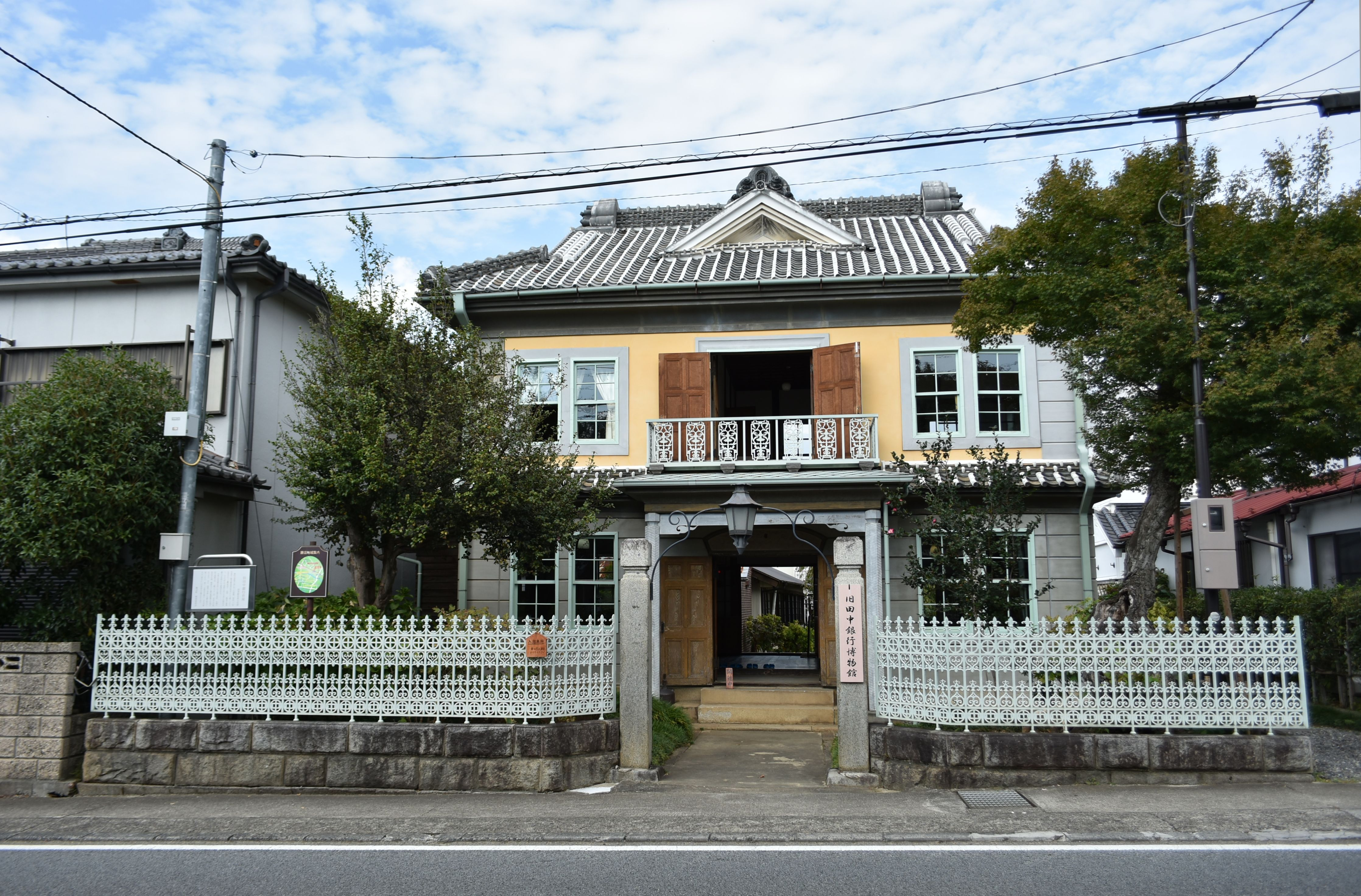
旧田中銀行博物館（2018年10月10日撮影）
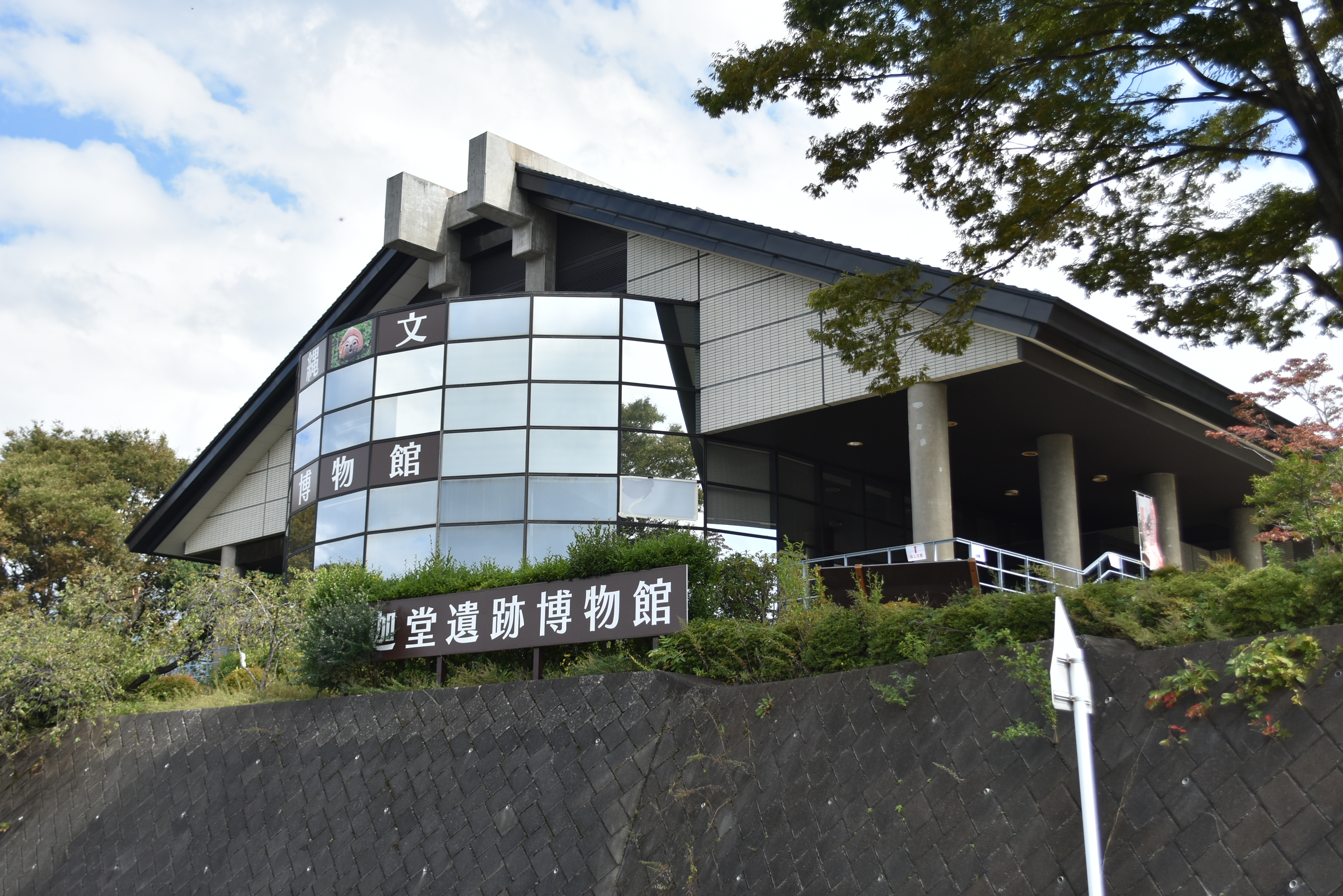
釈迦堂遺跡博物館（2018年10月6日撮影）
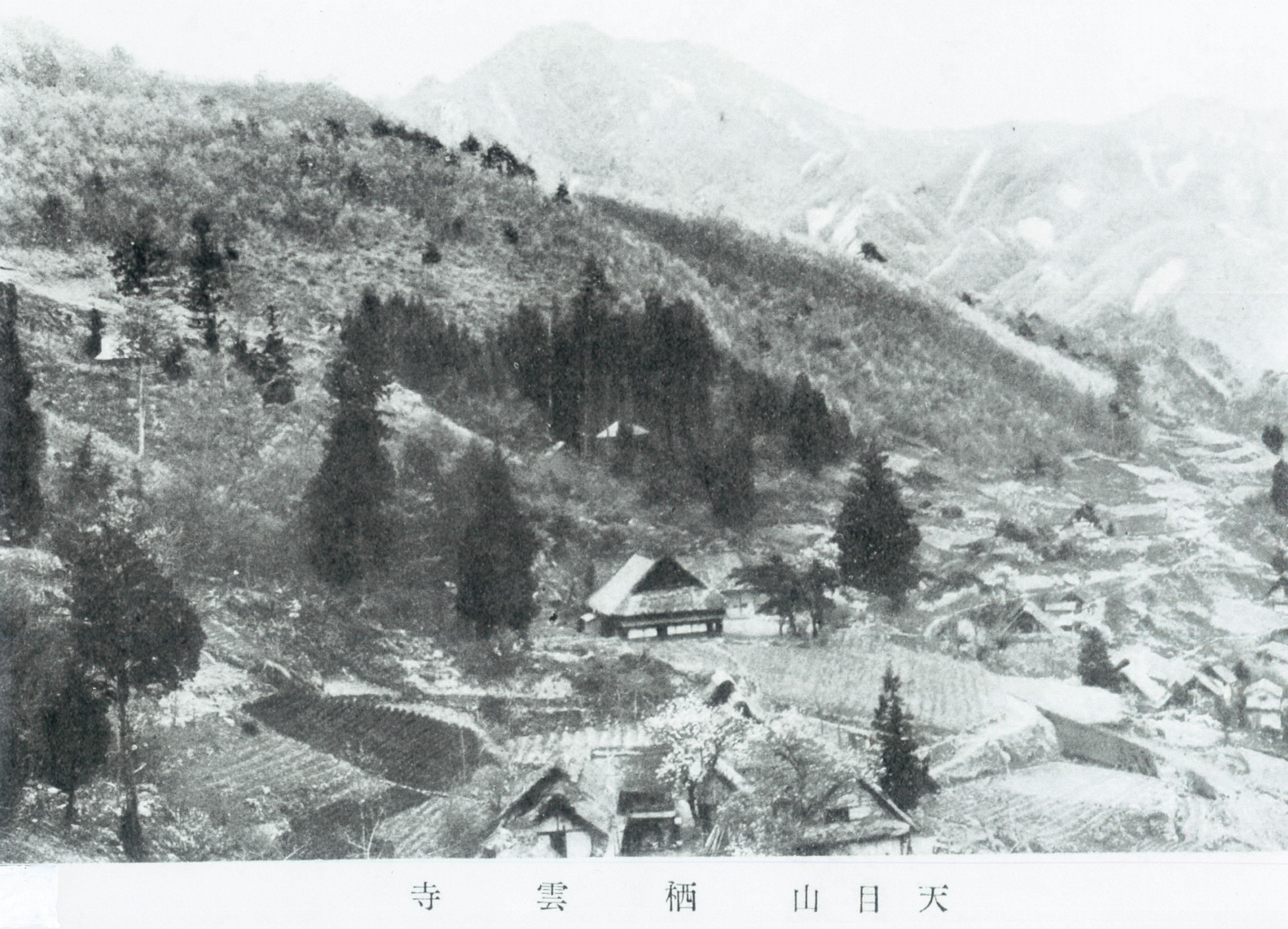
昭和初期の天目山と天目山棲雲寺全景
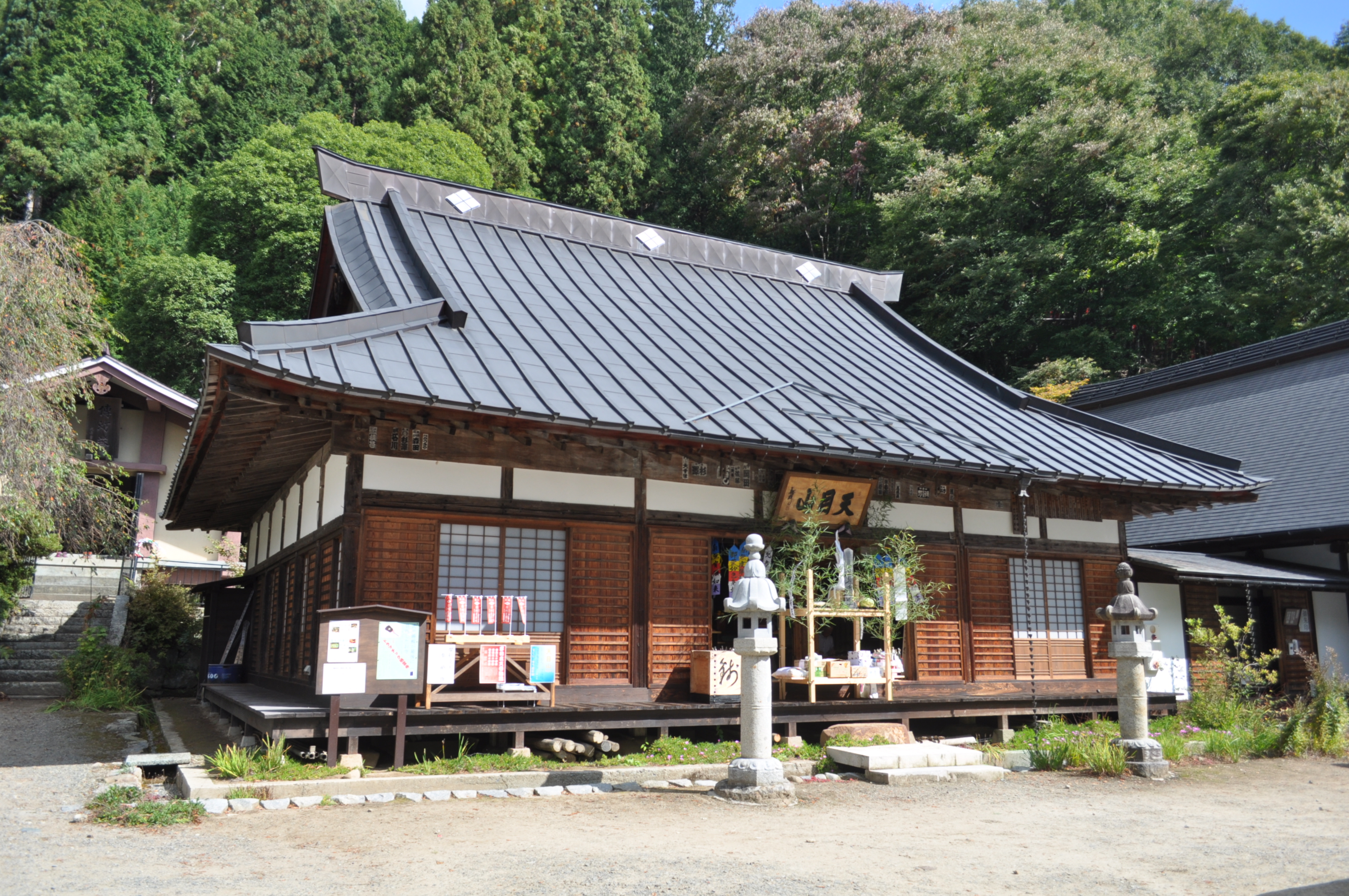
棲雲寺本堂（市指定有形文化財 2017年10月9日撮影）

### 観光スポット

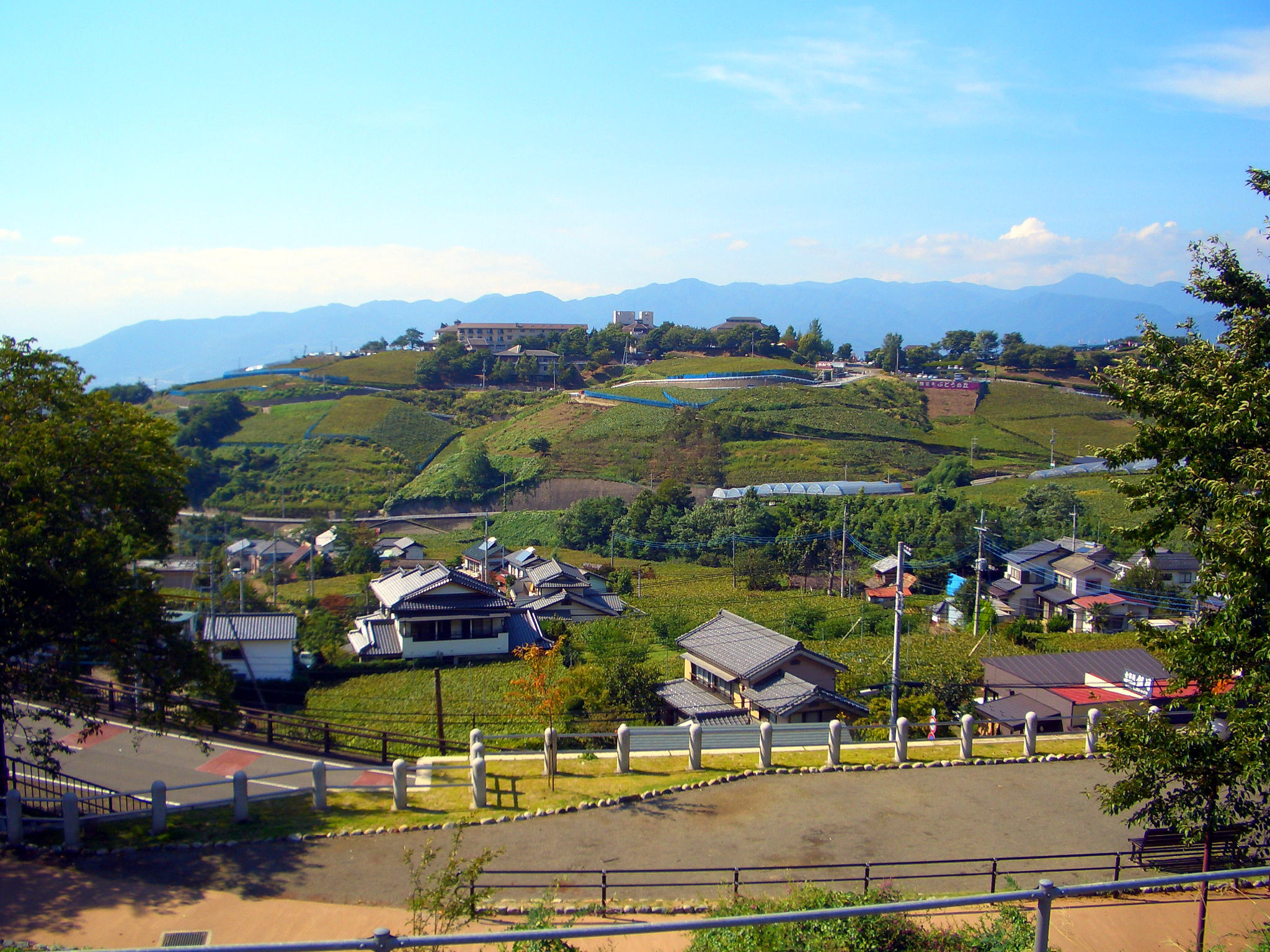
ぶどうの丘

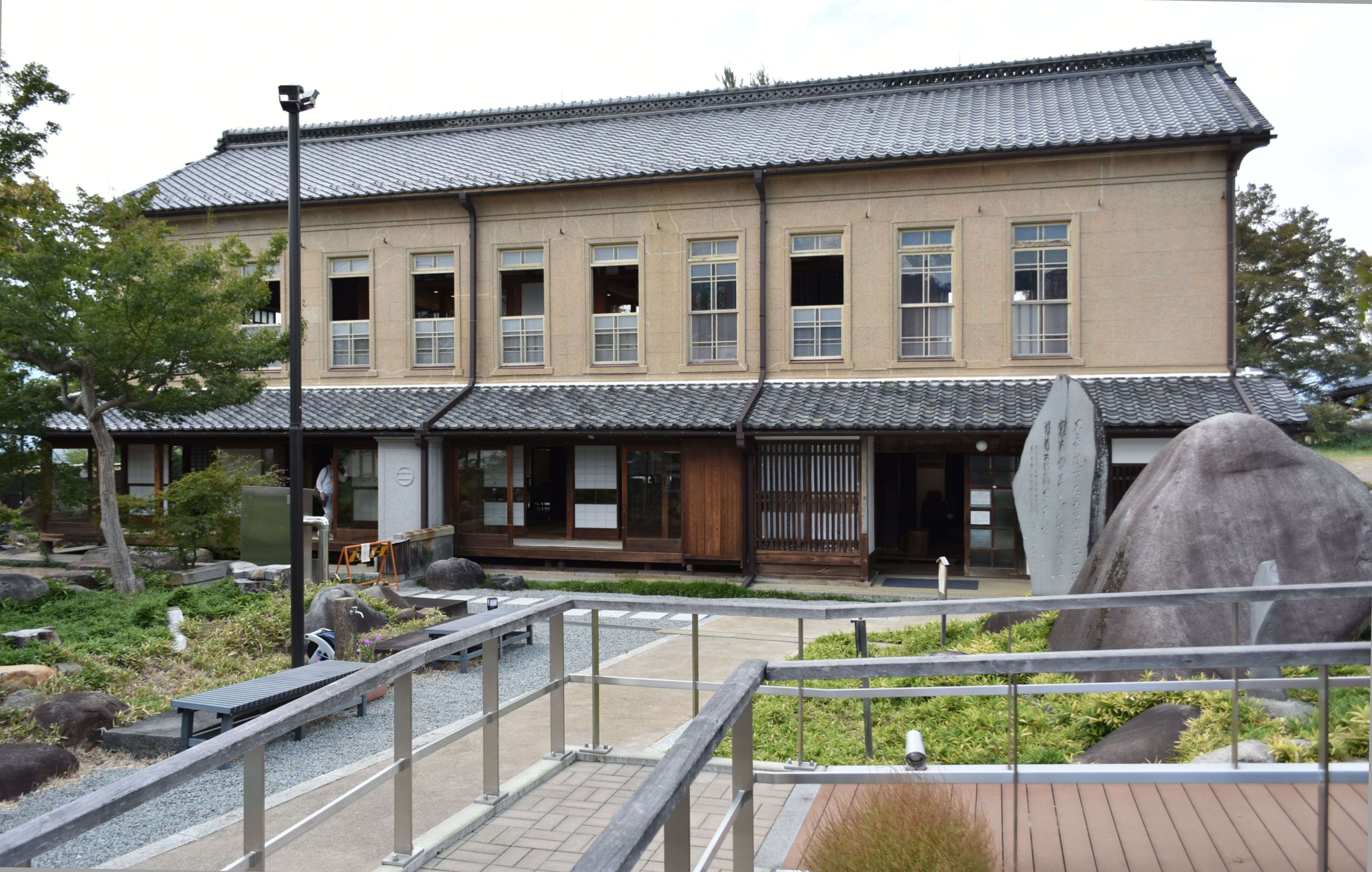
宮光園

娯楽施設
- 塩山シネマ - 映画館[5]。1969年の塩山市では唯一の映画館[6][7]。2020年現在も営業中[8]。

自然
- 大菩薩嶺 - 標高2,057m
- 大菩薩峠
- 柳沢峠
- 花魁淵
- 塩ノ山 - 標高554m
- 竹森のザゼンソウ群
- 天目山 - 武田氏終焉の地（大和）
- 竜門峡
- 日川渓谷・日川渓谷レジャーセンター

温泉
- 交流保養センター大菩薩の湯（塩山）
- 裂石温泉（塩山）
- 塩山温泉（塩山）
- 天空の湯（勝沼）
- やまと天目山温泉（大和）
- 田野温泉（大和）
- 嵯峨塩鉱泉（大和）

観光スポット
- 勝沼ぶどう郷・ぶどうの丘
  - シャトー・メルシャンワイン資料館
  - マンズワイン勝沼ワイナリー
  - シャトレーゼ勝沼ワイナリー
  - ぶどうの国文化館
  - 龍憲セラー
  - トンネルワインカーヴ

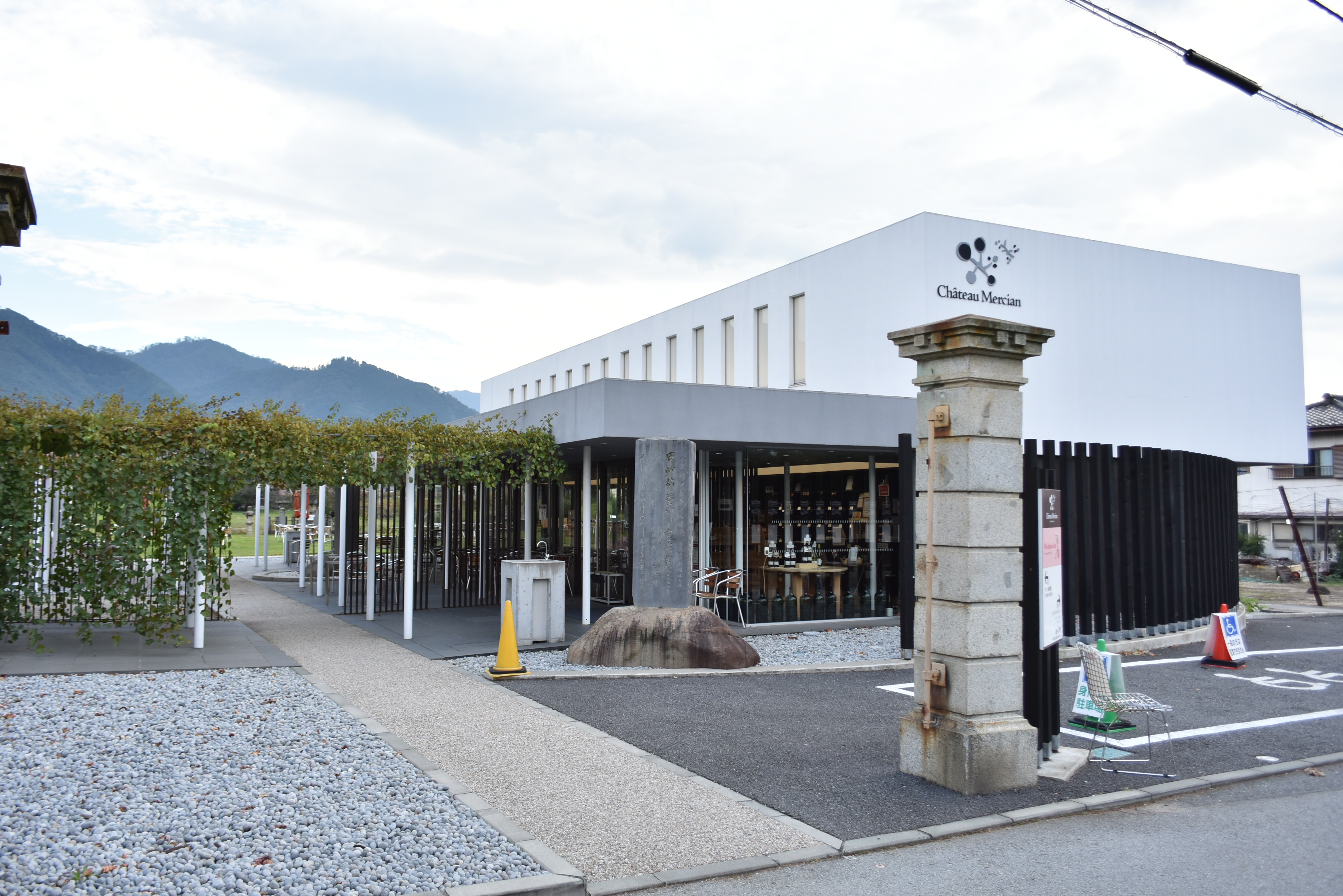
シャトー・メルシャンワイン資料館（2018年10月10日撮影）
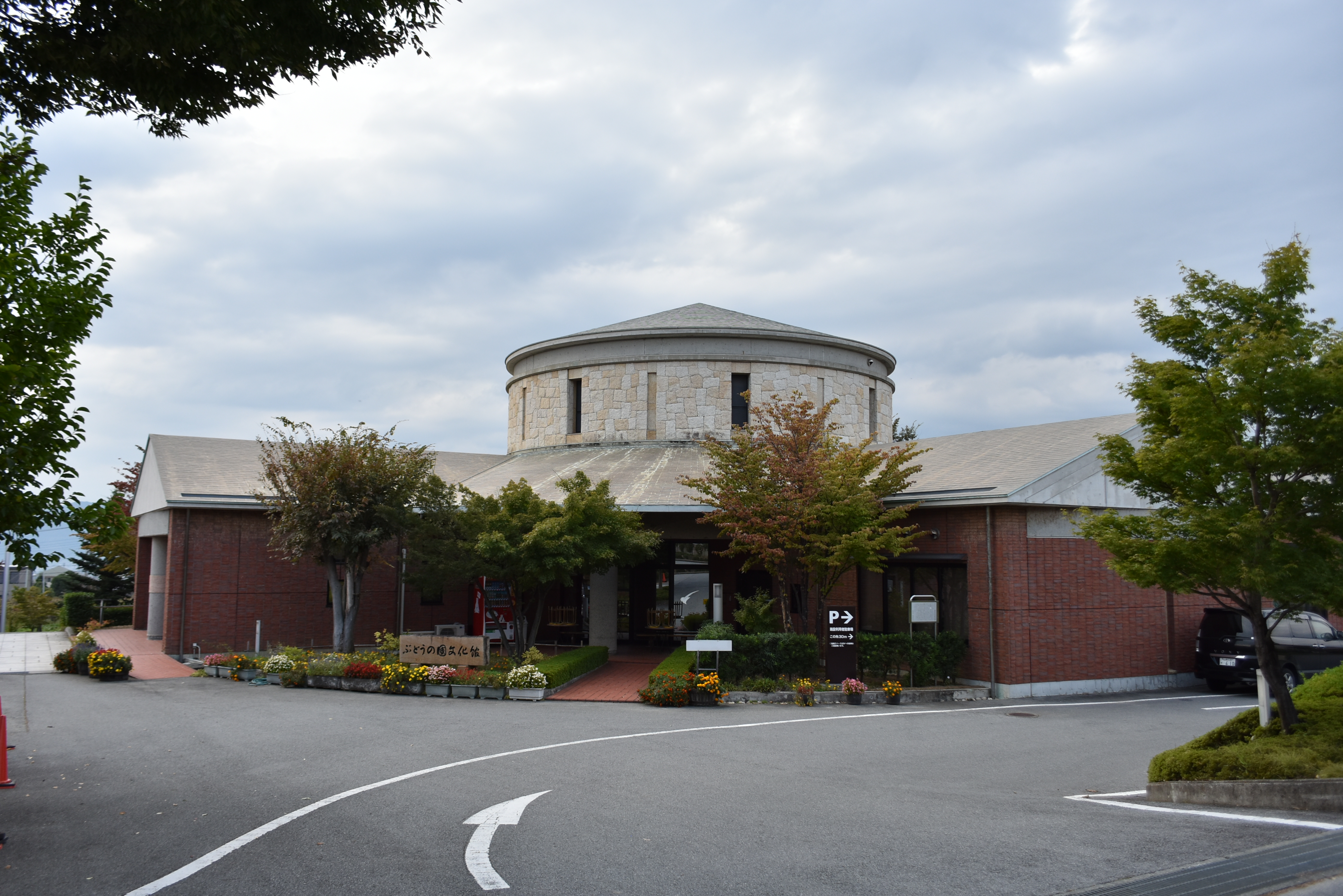
ぶどうの国文化館（2018年10月10日撮影）

## 文化・名物

### 祭事・催事
- 甲州市かつぬまぶどうまつり - 勝沼中央公園グラウンド

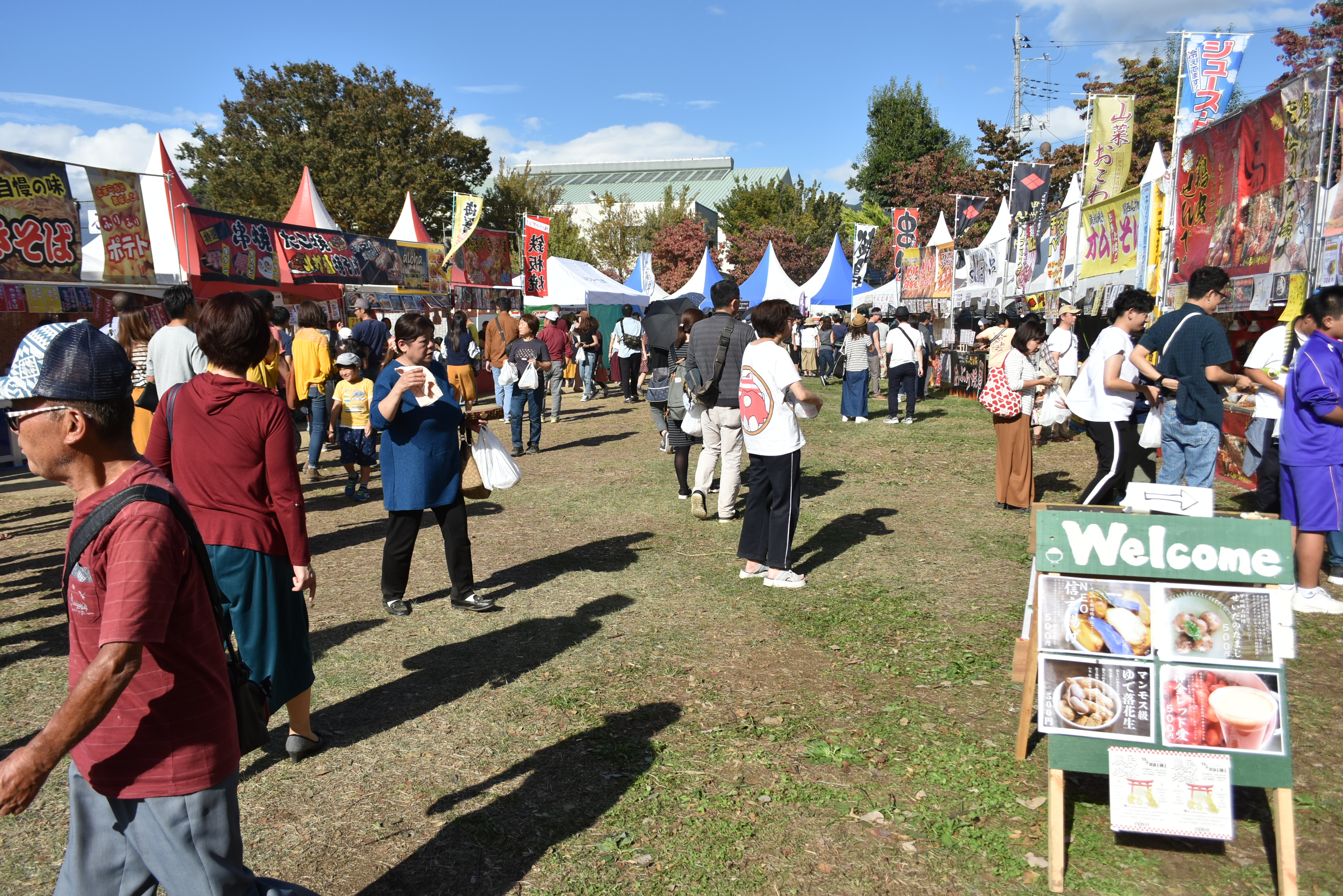
出店ブース（2018年10月6日撮影）
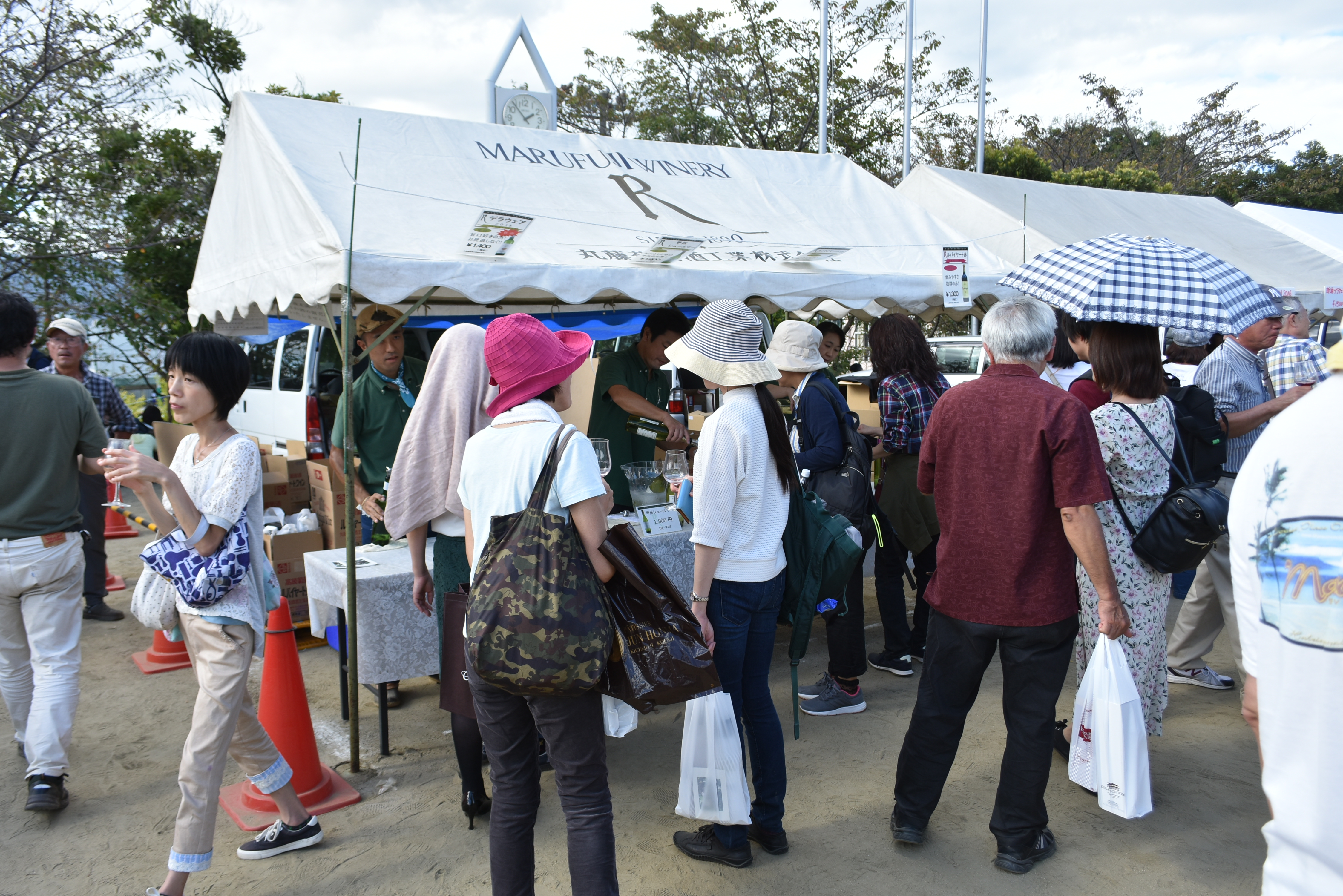
ワイナリー試飲・販売エリア（2018年10月6日撮影）
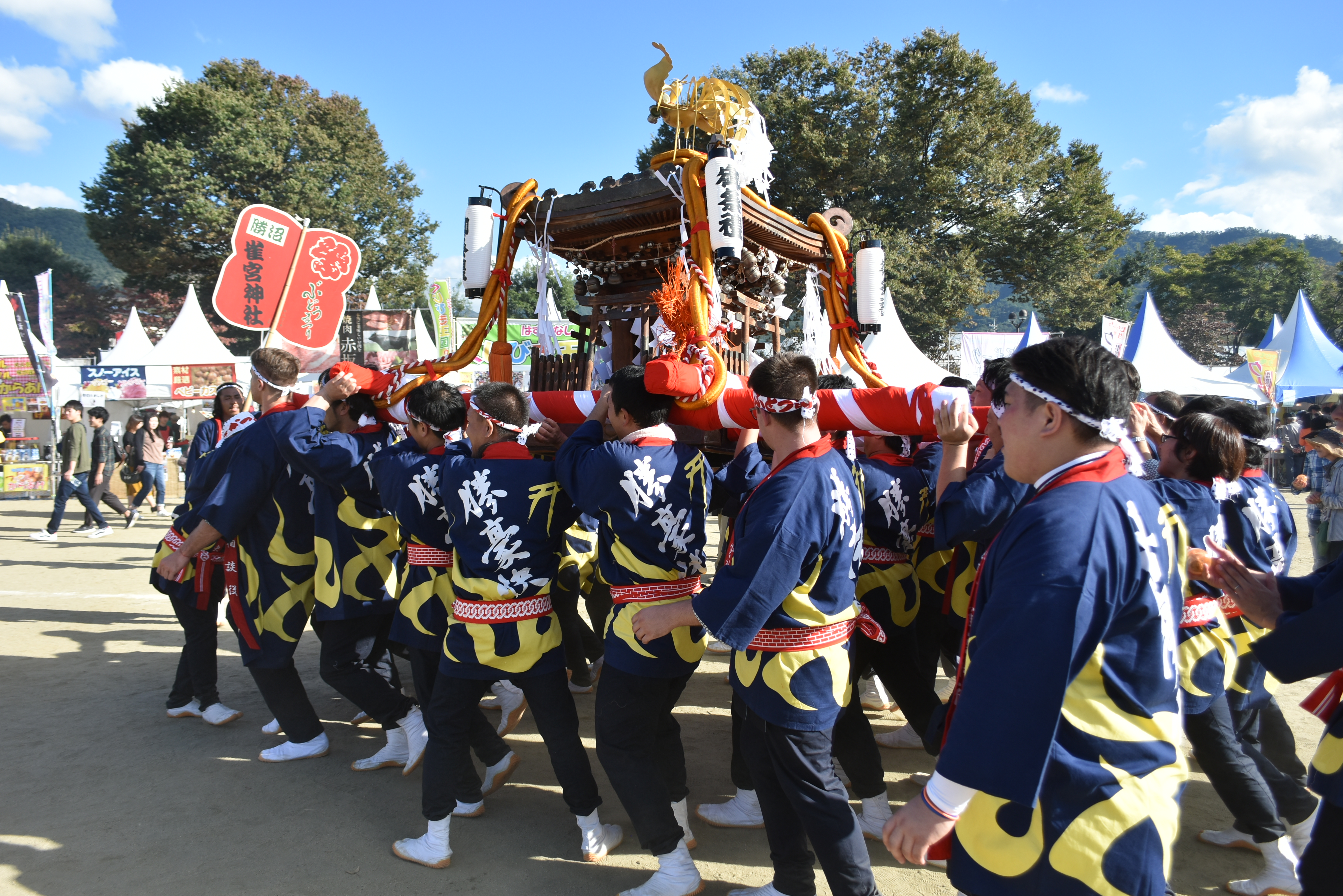
イベント村のおみこし（2018年10月6日撮影）

### 芸能
民俗芸能
- 一之瀬高橋の春駒

### 名産・特産
- 甲州葡萄
  - 勝沼ワインなどの醸造業も盛んである。

## 出身関連著名人
- 甲斐ノ山福人 - 1950年代に活躍した、大相撲力士
- 山崎照朝 - 武道家・空手家・キックボクサー・格闘技評論家（旧東山梨郡大和村）
- 土屋嘉男 - 俳優
- 三浦友和 - 俳優（旧塩山市）
- 樋貝詮三 - 第37代衆議院議長
- 雨宮敬次郎 - 実業家
- 齊藤寛 - 実業家（旧勝沼町）
- 小佐野賢治 - 国際興業創業者
- 天野和明 - 登山家、アルパインクライマー
- 坂本ちゃん - タレント
- 清雲栄純 - サッカー日本代表（旧塩山市）
- 依田智子 - 山梨放送アナウンサー
- 松本良喜 - 作曲家（旧東山梨郡勝沼町）
- 森山威男 - ジャズドラマー（旧東山梨郡勝沼町）
- 中村紘子 - ピアニスト
- 樋口一葉の両親出身地。先祖代々の墓と文学碑がある。
- 鶴田泰 ‐プロ野球選手（旧塩山市）
- 芦沢明 - プロ野球選手
- 風間球打 - プロ野球選手
- 萩原隆 - サクソフォーン奏者（旧東山梨郡勝沼町）
- 小嶋大士 - ラグビー選手

## 甲州市を舞台とした作品

### 映画
- 喜劇 駅前怪談
- 大菩薩峠